# Bistrița
Bistrița (în germană Bistritz, formă arhaică Nösen; în maghiară Beszterce; în dialectul săsesc Nîsner-Bistritz, Nîzn, Bästerts, Bîsterts, Bistriz) este municipiul de reședință al județului Bistrița-Năsăud, Transilvania, România, format din localitățile componente Bistrița (reședința), Ghinda, Sărata, Sigmir, Slătinița, Unirea și Viișoara. Este și cel mai mare oraș din acest județ, cu o populație de 78. 877 locuitori (2021). Ocupă o suprafață de 14.547 ha.

## Istorie
Bistrița este situată într-o depresiune largă, înconjurată de dealuri cu culmi domoale și de înălțimi ce domină peisajul, străbătută de cursul văii Bistriței, de la care și-a luat și numele. Așezarea s-a închegat și s-a dezvoltat ca urmare a faptului că în regiunea din colțul de nord-est a Transilvaniei, intrată la începutul Evului Mediu între posesiunile regale, fundus regius (germană Königsboden), au fost instalați începând cu domnia regelui Géza al II-lea (1141-1161) al Ungariei, grupuri de flamanzi, valoni, luxemburghezi, lotharingi sau bavarezi, care vor fi cunoscuți ulterior colectiv sub numele generic de sași, înzestrați prin Bula de Aur a sașilor din 1224, cu o serie de drepturi și libertăți care le-au conferit un statut social și economic privilegiat, proces care s-a petrecut după mijlocul secolului al XII-lea. Prima mențiune a localității datează din anul 1241 când codicele mănăstirii Echternach menționează între așezările distruse de către mongoli și „oppidum Nosna”,  numele dat de către coloniști așezării întemeiate pe malul râului Bistrița. Ulterior s-a generalizat numele preluat de la localnici, Bistrița (Bistritz, Bezterce, Bystriche). Tot în acest an este amintit și în analele de la Erfurt și în lucrarea „Carmen miserabile” a călugărului Rogerius, captiv la momentul năvălirii mongole în Oradea.
Marea invazie mongolă din 1241-1242 a distrus în mare parte regatul ungar. Deși sașii au făcut tot ce au putut pentru a rezista, multe așezări ale lor au fost distruse. Înaintea invaziei multe orașe transilvănene au fost fortificate și erau dezvoltate economic. Multe erau apărate de către Kirchenburgen - biserici fortificate cu ziduri masive. Expansiunea rapidă a orașelor populate de sași a dat Transilvaniei numele german de Siebenbürgen și Septem Castra în latină, făcându-se referire la șapte din orașele fortificate: Bistrița, Sibiu, Cluj, Brașov, Mediaș, Sebeș, Sighișoara. Nu se știe cu exactitate care din cele șapte localități săsești a stat la originea denumirii Siebenbürgen, („Șapte Cetăți”), existând azi opinii diferite asupra statutului pe care l-au ocupat așezările săsești care au alcătuit inițial numele.
După acest episod nefericit Bistrița își revine, devenind posesiune a reginei regatului maghiar, ca în 1285 să sufere din nou serioase distrugeri, în urma celei de-a doua năvăliri tătare, se pare, mai devastatoare decât cea din 1241. În acest context regi precum Ladislau al IV-lea Cumanul și Andrei al III-lea îi scutesc pe locuitorii orașului de trei părți din plata dărilor, motivând: „...deoarece locuitorii noștri din Bistrița au fost prăpădiți și sărăciți de pustiirile și pârjolul tătarilor...”.
Între anii 1325-1329, în urma presiunii sașilor, regele Carol Robert de Anjou a acceptat o reformă administrativă, în locul comitatelor formându-se scaune și districte, entități juridice și administrative tipice în regatul ungar pentru grupuri privilegiate cu drepturi de autonomie. Prin poziția sa geografică Bistriței îi este consacrat statutul de centru al regiunii beneficiară de privilegii, Nösnerland (i.e. Țara Năsăudului). De altfel, în cele mai timpurii izvoare care menționează așezarea, legate de invazia mongolă de la 1241, era înregistrată sub numele de Nosa, figurând în șirul localităților importante, opido (târg) Nosa, care au avut de suportat pierderi majore. După acest dramatic moment localitatea, intrată sub autoritatea unui comite regal, se reface rapid și la cea de-a doua invazie din anul 1285 reacția comunității bistrițene va fi mult mai bine coordonată. Prezența ca reprezentant al regalității a unui comite, atestat documentar la 1274, presupune și existența unei mici fortificații în care acesta își avea reședința, documentele înregistrând un „turn de piatră” care era situat cel mai probabil în extremitatea de nord-est a așezării medievale, nu departe de mănăstirea franciscană, și care va fi inclus mai târziu în sistemul de apărare al orașului. Astfel poate fi explicată planimetria cetății, consemnată în planul din anul 1736, cu un turn, fostul donjon, înconjurat de ziduri și șanțuri, resturi ale mai vechilor centre de putere.
O dată cu întărirea forței sale economice și a sporului demografic susținut, Bistrița devine un oraș liber regal care beneficia de toate drepturile și obligațiile conferite de acest statut, între care și acela de a se apăra prin ziduri și de a întreține o armată proprie. Bistriței îi este recunoscut statutul de civitas prin acordarea, de către regina Elisabeta, la 30 decembrie 1330, a privilegiului de a fi judecați de judele „ales de ei dimpreună și din mijlocul lor” și a dreptului de liberă trecere pentru negustorii și mărfurile produse și comercializate de dânșii. Prin actul amintit erau deschise larg căile pătrunderii mărfurilor breslelor bistrițene pe piețele regatului și recunoscută cetățenilor săi autonomia juridică. Ulterior, acordarea dreptului de târg anual (1353) a potențat forța economică a orașului. Privilegiul acordat de către regale Sigismund de Luxemburg, în anul 1366, prin care locuitorii Bistriței primesc dreptul la alegerea anuală “ după deopotriva lor învoire a tuturor, judele și jurații”, orașul având dreptul la pecete și stemă proprie , simboluri caracteristice unui oraș liber. Ridicarea fortificației de zid se apreciază a se fi demarat după 1349, dată la care Bistrița figurează în documente cu titlul de civitas, fiind definitivate sub forma unei incinte continue de zid după 1400. În acest mod Bistrița se alătură celorlalte orașe libere regale înconjurate de sisteme de apărare proprii: Sibiu, Brașov, Sebeș, Sighișoara, Mediaș și Cluj. Documentele rămân oricum obscure în privința acestei etape a sistemului de apărare al orașului. Singurul document care vorbește de zidurile și turnurile orașului, muri et aedificia fortalitii, datează din anul 1438, prin care regina Elisabeta atrăgea atenția asupra stării de ruină în care se găsea fortificația, solicitând lucrări de reparații și întărire a incintei.
Aflați sub protecția și grija reginei Ungariei, bistrițenii devin cei mai importanți negustori din zonă intermediind comerțul dintre Transilvania și Moldova. În acest sens, regele Ludovic de Anjou a acordat Bistriței la 1352 dreptul de a ține „târgul cel mare” de Sf. Bartolomeu, organizat timp 15 zile în luna august, în jurul bisericii din Piața Centrală.
Burgul este declarat „oraș liber regal”, un statut ce îi conferea autonomie economică, juridică și politică, 
inclusiv dreptul de a avea un blazon. Stema veche a Bistriței cuprinde un cap de struț încoronat cu potcoavă în cioc – simbol al comerțului și coiful regal al regelui Ludovic de Anjou, cu scutul regatului și al casei de Anjou [2].
În anul 1465 regele Matia Corvin a acordat bistrițenilor dreptul de a dărâma vechea cetate și să fortifice întreaga localitate. Cele 22 de bresle ale orașului formate din aurari, măcelari, fierari, dogari, rotari, funari, etc reușesc să fortifice burgul cu ziduri de piatră de circa 10 m înălțime și 1,5 lățime. Exteriorul zidurilor este dublat de un șanț cu apă care alimenta și morile din întreg orașul.
Cum Bistrița nu s-a găsit în prima linie de rezistență aflate în calea primejdiilor, sistemul său de apărare s-a păstrat în formele impuse de arhitectura militară de factură gotică și renascentistă, spre deosebire de alte burguri nevoite să-și adapteze permanent sistemele de apărare în funcție de evoluția tehnicii de război și a armelor de foc. Chiar dacă din vechea cetate nu s-au păstrat decât niște mici fragmente evocarea elementelor care au format unul din cele mai puternice sisteme de apărare din Transilvania medievală poate sugera amploarea eforturilor materiale și umane investite în afirmarea și păstrarea libertății și autonomiei urbane. Zona vulnerabilă a cetății care nu era dublată de mlaștini și heleștee era practic zona dintre cele două porți din partea de vest a orașului unde însă existau un sistem de două rânduri de canale cu apă care îngreuna un acces frontal spre zidurile fortificației.

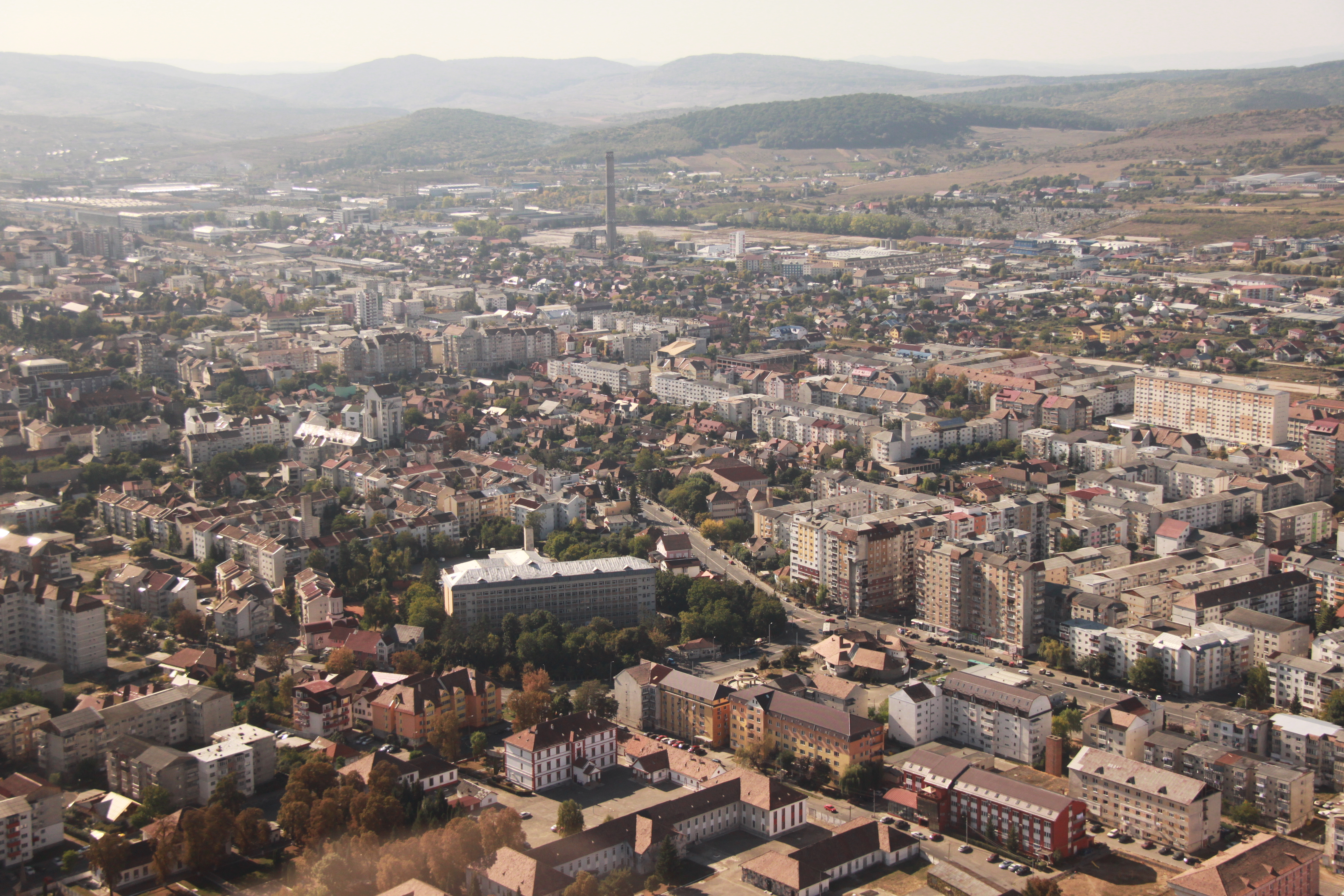
Orașul Bistrița văzut de sus

Apărarea orașului cădea în sarcina cetățenilor, porțile având câte un paznic care avea misiunea de încasare a taxelor și supraveghere și semnalizare a evenimentelor. Aceștia locuiau de obicei în turnul porții. În caz de război sarcina supravegherii și apărării zidurilor revenea breslelor. În 1542 s-a hotărât ca fiecare cap de familie să facă pe rând de pază la porți, iar în anul 1639 s-a decis ca paza să fie asigurată în permanență de fiecare om din fiecare centurie. Pregătirea cetățenilor pentru apărare era asigurată prin desfășurarea unor exerciții militare. Erau organizate trageri cu armele de foc, anual de Rusalii. Aceste trageri au fost stabilite a se desfășura în șanțul dintre cele două ziduri ale fortificației, între Poarta Ungurească și Spitalului. La adăpostul acestor ziduri bistrițenii construiesc începând din 1480, în Piața Centrală, unul dintre cele mai lungi ansambluri arhitecturale medievale din estul Europei, cu arcade la parter, ansamblul Sugălete (Sub gălete). Cele 13 case au fost nucleul economic al orașului unde negustorii și meșteșugarii își vindeau produsele. Între străzile largi care porneau din Piața Centrală și zidurile cetății au fost trasate scurtături, străzi înguste, pietonale care parcurg orașul pe direcția nord-sud – ele aveau numele turnurilor sau a breslelor care apărau orașul dar azi se numesc simplu „pasaje”. Centru istoric al Bistriței păstrează 22 de pasaje, cel mai mare număr de pasaje între burgurile Transilvaniei.
Orașul Bistrița păstrează azi 54 de monumente de arhitectură, situri arheologice și monumente sculpturale de interes național / internațional și 145 de interes local. Între acestea Biserica Evanghelică din Piața Centrală este cel mai reprezentativ simbol arhitectural al orașului. Construită din secolul al XIII-lea în mai multe etape este azi o biserică hală de mari dimensiuni, cu cel mai înalt turn bisericesc din piatră din România (cca. 75 m).

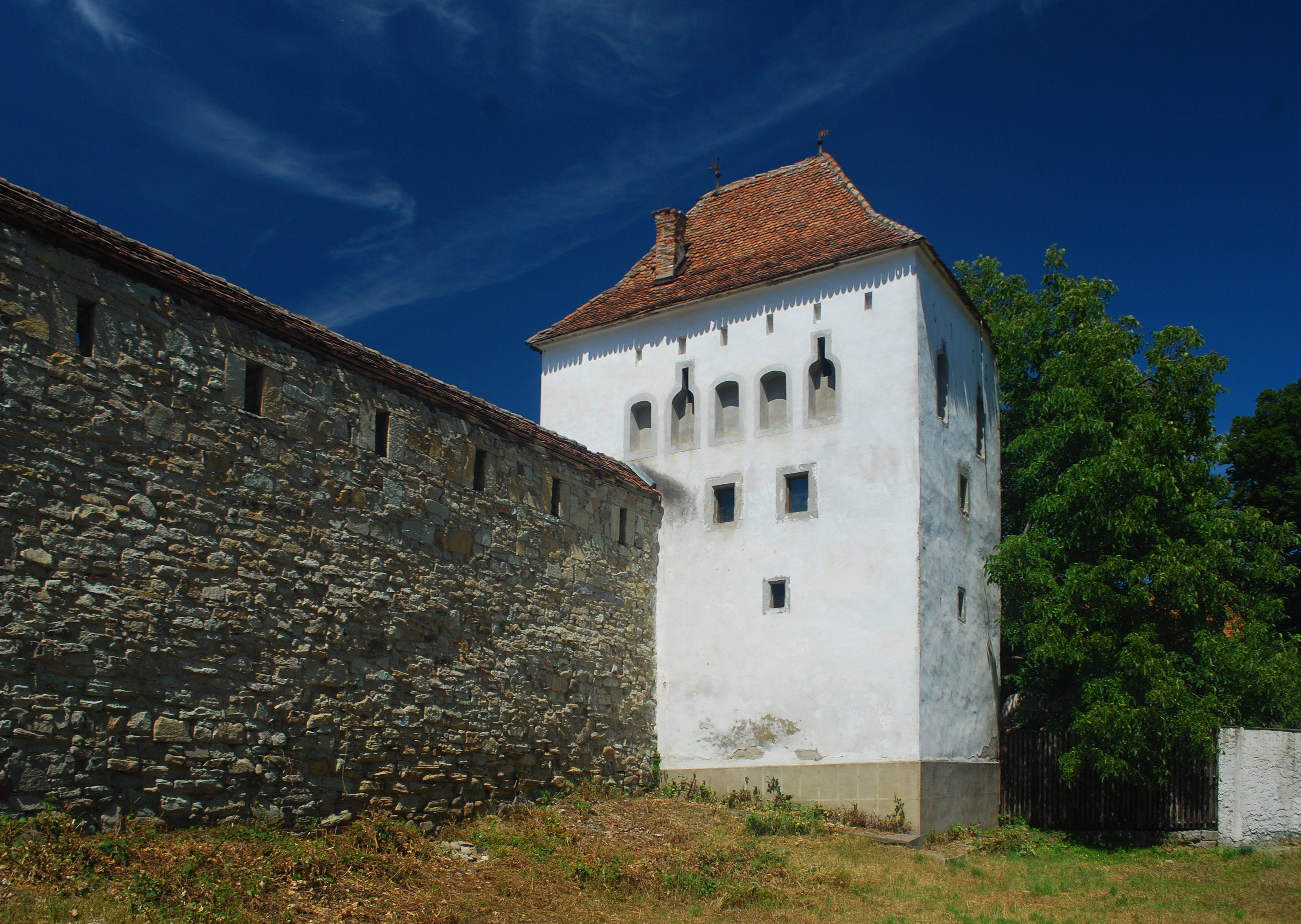
Turnul Dogarilor

Formele gotice ale bisericii au fost îmbrăcate în stilul Renașterii de un meșter italian care a lucrat la Bistrița. La 1564 Andrea Gromo descrie Bistrița ca pe un oraș frumos, bogat, populat și puternic, cu străzi drepte tăiate de la un capăt al orașului la celălalt de pâraie care curg prin tot orașul spre marele folos al locuitorilor și totodată spre desfătarea ochilor privitorilor, iar Giovanni Botero, un alt peregrin italian contemporan cu cel de mai sus, considera că Sibiul era cel mai mare oraș din Transilvania, Clujul cel mai populat, iar Bistrița cel mai frumos. Dacă în anul 1533 erau înregistrate un număr de 16 bresle, la mijlocul secolului al XVIII-lea erau un număr de 29, tradiția breslelor fiind continuată de asociații ale meșterilor și după desființarea sistemului medieval al breslelor.
La 1333 a fost înregistrat parohul Bisericii Sf. Nicolae, Johannis plebanus de Bystricia, biserica parohială fiind desigur mult anterioară. Biserica, inițial o bazilică cu trei nave si două turnuri pe latura de vest a fost extinsă și transformată în a doua jumătate a secolului al XV-lea într-o biserică de tip hală, cu un turn amplasat în coltul de nord-vest, care avea și un rol în sistemul de apărare al orașului, ridicat între 1482 și 1519. Biserica a suferit o refacere în spiritual artei renascentiste prin intervenția mesterului Petrus Italus da Lugano, din anii 1560 – 1563.
La Bistrița, oraș de margine a regatului și centru economic în expansiune, sunt de timpuriu instalate și ordinele călugărilor mendicanți. Astfel, în extremitatea sud-estică a localității a fost amplasat conventul dominican, ale cărui începuturi sunt plasate imediat după invazia mongolă. Ordinul fraților minoriți au fost instalați în extremitatea estică a orașului, menționați documentar la 1268, Biserica Minorită fiind deja terminată la 1280.
Conventul franciscan, așezat aproape de Poarta Lemnelor, actualul Protopopiatului Ortodox Bistrița, este amintit într-un document din 1268, în care călugării de aici sunt numiți „viris religiosis fratribus minoribus” (bărbați religioși frați/călugări franciscani/minori). Clădirea se înscrie în ceea ce se numește în termeni de specialitate „categoria bisericilor sală”, fiind decorată cu o rozasă pe frontonul vestic, cu contraforți înalți de o parte și de alta, având la momentul construcției în aripa sudică și o sacristie, astăzi dispărută. Istoricii de artă observă asemănările arhitectonice ale conventului cu cele ale mănăstirii cisterciene de la Cârța, incluzând astfel clădirea în perioada goticul timpuriu. Cunoaștem puține date despre existența conventului cu hramul Intrarea în biserică a Maicii Domnului, în perioada medievală, deoarece la momentul plecării franciscanilor din Bistrița, odată cu începutul Reformei, aceștia au dus cu ei și arhiva mănăstirii. După plecarea lor, în anul 1543 clădirea este vândută de către sfatul orașului unui anume Iohannes Organista pentru suma de doar 42 de florini. Imobilul ajunge o ruină după această dată, ca în cele din urmă, la sfârșitul secolului XIX, să fie cumpărat pentru suma de 35.000 de florini, de către parohia greco-catolică.
Dacă edificiul fostului convent franciscan încă se află în picioare, nu se poate spune același lucru și despre clădirea fostului convent dominican din care se mai păstrează doar aripa vestică, fiind însă o importantă mănăstire dominicană (cu hramul Sfintei Cruci) din întregul Regat al Ungariei medievale. Prima atestare certă a conventului este în anul 1309, când fratele „Christianus”, priorul mănăstirii, participă în calitate de mediator din partea sașilor într-un conflict pe care aceștia l-au avut cu episcopia Transilvaniei. Din păcate mărturiile cu privire la activitatea conventului sunt relativ sărace, multe dintre ele regăsindu-se în acte de danie ale diverșilor nobili sau în acte ce relevă disputele avute cu biserica evanghelică. În urma hotărârii Dietei de la Cluj din anul 1556, în contextul efervescenței religioase introduse de Reforma religioasă, activitatea conventului se oprește, clădirile acesteia intrând în proprietatea orașului și fiind folosite ca magazii de cereale, apoi date piariștilor, cedate azilului săracilor din oraș, astăzi adăpostind azilul de bătrâni. Ordinul dominican aveau prezentă în Bistrița și o mănăstire de maici (așa numitul „ordin secundar”) cu hramul Sf. Treimi, amplasată pe fosta stradă Ungurească, în prezent strada Nicolae Titulescu. Tot în urma hotărârilor Dietei de la Cluj din 1556 clădirile mănăstirii  au intrat în posesia orașului, fiind transformate în magazii de cereale și fânar public.
În anul 1713, magistratul Bistriței a luat hotărârea abuzivă de a expulza etnicii români din oraș precum și din împrejurimi pe motiv că „se înmulțesc printre sași”.

La începutul secolului al XVIII-lea pe locul fostului hospital au fost instalați piariștii, care au amenajat o școală care a funcționat din 1717 până în 1849. Între elevii Liceul Piarist din Bistrița s-au numărat Gheorghe Șincai, Andrei Mureșanu, Károly Torma. Lângă școală, între anii 1781 și 1787, a fost edificată biserica romano-catolică, după proiectul arhitectului Paul Schmidt, în stil baroc, după ce vechea biserică a căzut pradă incendiului din 18 aprilie 1758, alături de încă 132 clădiri.

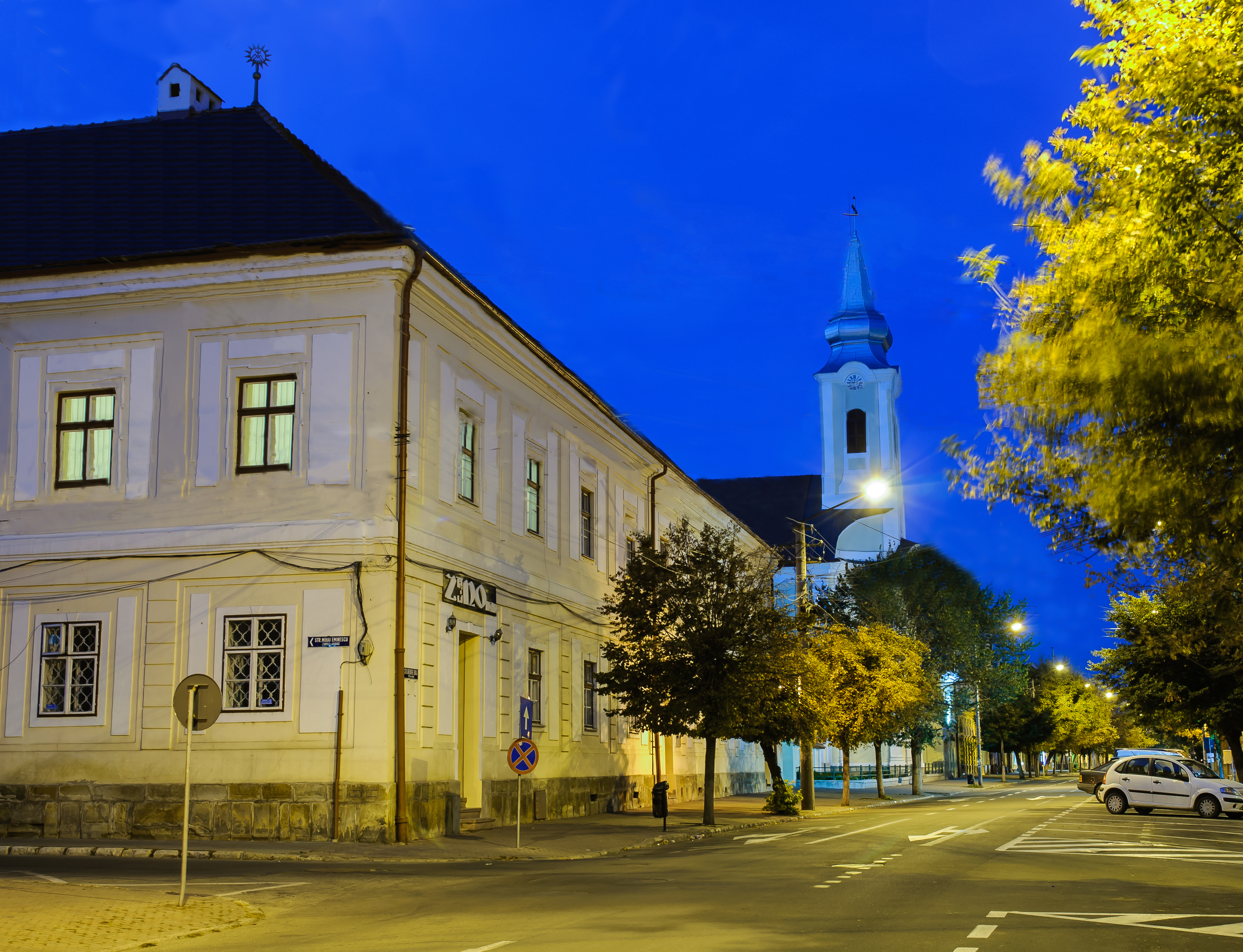
Biserica romano-catolică

Prima mențiune a unei școli confesionale la Bistrița datează din anul 1388, aceasta câștigând în valoare prin șirul de dascăli, instruiți în universități de prestigiu ale vremii. După adoptarea Reformei școala a fost transformată în gimnaziu cu predare în limba latină, al cărui Regulament elaborat în 1596 de către umanistul Gallus Rohrmann prevedea două cicluri de studii. Școala, amplasată în vecinătatea bisericii parohiale, a fost reconstruită în anul 1565. În 1548 preotul orășenesc Michaei Fleischer a constituit un fond pentru susținerea studenților săraci, în valoare de 172 de ducați. Un mare număr de tineri din oraș au urmat de-a lungul secolelor cursurile unor universități de prestigiu din Europa, cartea și cuvântul scris devenind componente importante ale vieții sociale. Dacă cea mai veche scriere păstrată din biblioteca fostului gimnaziu evanghelic datează din anul 1475, achiziția de cărți și existența unor biblioteci este reflectată documentar încă de la începutul secolului al XVI-le. La 1745 este menționată o tipografie, cea a lui Emerich Gall. Primele publicații bistrițene au fost Bistritzer Wochenblatt, cu an de apariție 1862, iar prima publicație românească, Revista ilustrată. 

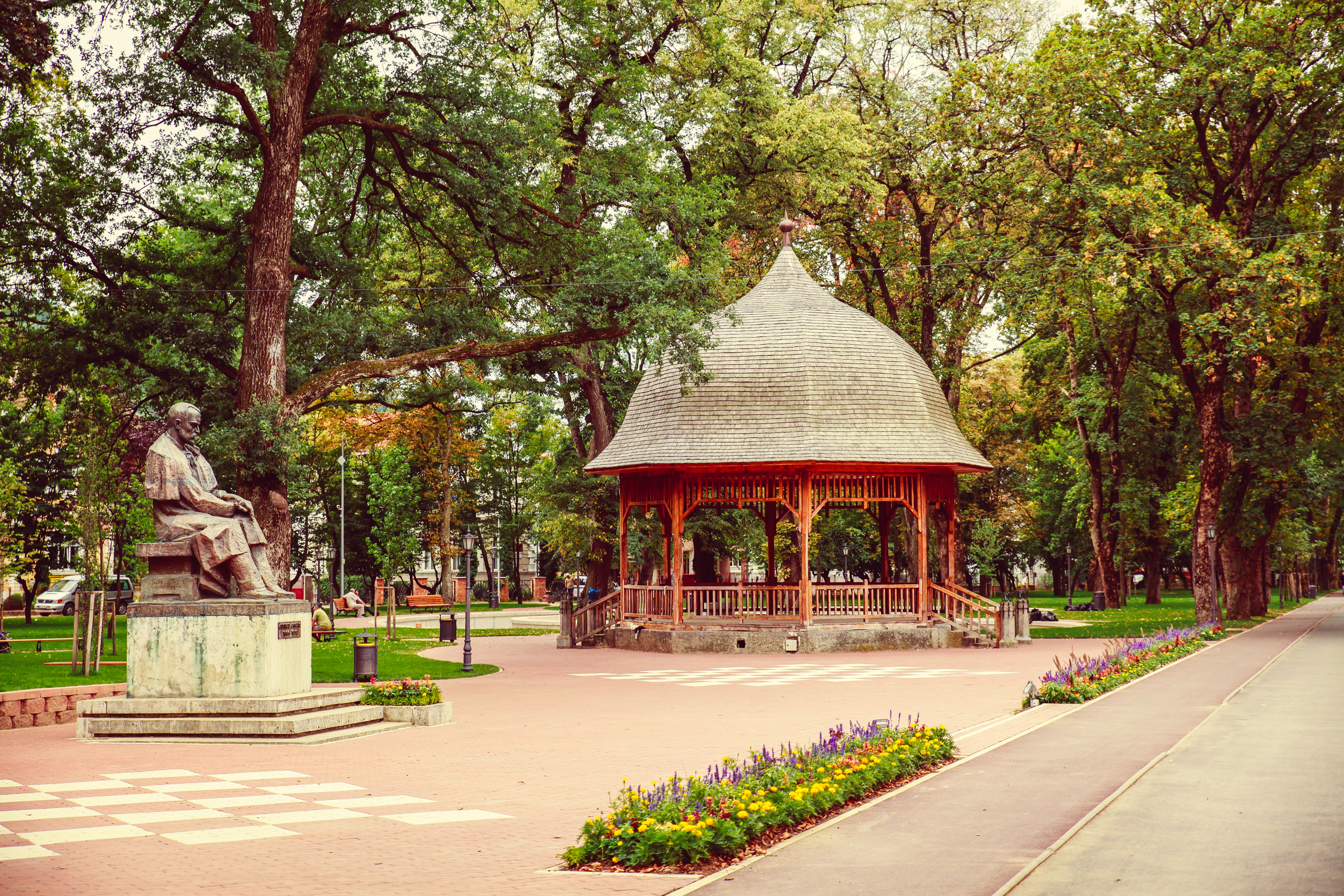
Parcul Central

Clădirea gimnaziului a fost reconstruită în anii 1832 – 1833, clădire care a funcționat ca școală până în 1935, când a fost demolată. Școala de fete a fost edificată în Piața Mică, la 1865. Din 1870 la Bistrița a funcționat o scoală agricolă, iar după 1874 o scoală de ucenici meșteșugari. Gimnaziul evanghelic s-a mutat în anul 1911 în clădirea nouă de pe Fleischerallee, ridicată între anii 1908 – 1910 după proiectul arhitectului vienez Paul Brang, arhitect care a realizat și proiectul clădirii Gewerbeverein-ului, actualul Centru Cultural Municipal, edificat între anii 1894 – 1895. Școala maghiară de stat a fost adăpostită inițial în localul din strada Al. Odobescu, ridicat între 1893 – 1895 după planurile arhitectului Frölich. Clădirea Colegiului National „Andrei Mureșanu” a fost edificată în 1911 – 1912, pe baza proiectului arhitectului Ludovic Ybl. Cea mai veche farmacie a orașului, menționată documentar în 1516, se numea „Vulturul Negru” și se afla în proprietatea orașului. În 1857 un groaznic incendiu a cuprins orașul, 184 de case au fost mistuite de flăcări, inclusiv turnul bisericii evanghelice. În 1861 a fost înființată secțiunea bistrițeană a Societății Gustav Adolf care a contribuit la construcția a numeroase biserici evanghelice în districtul Bistriței.

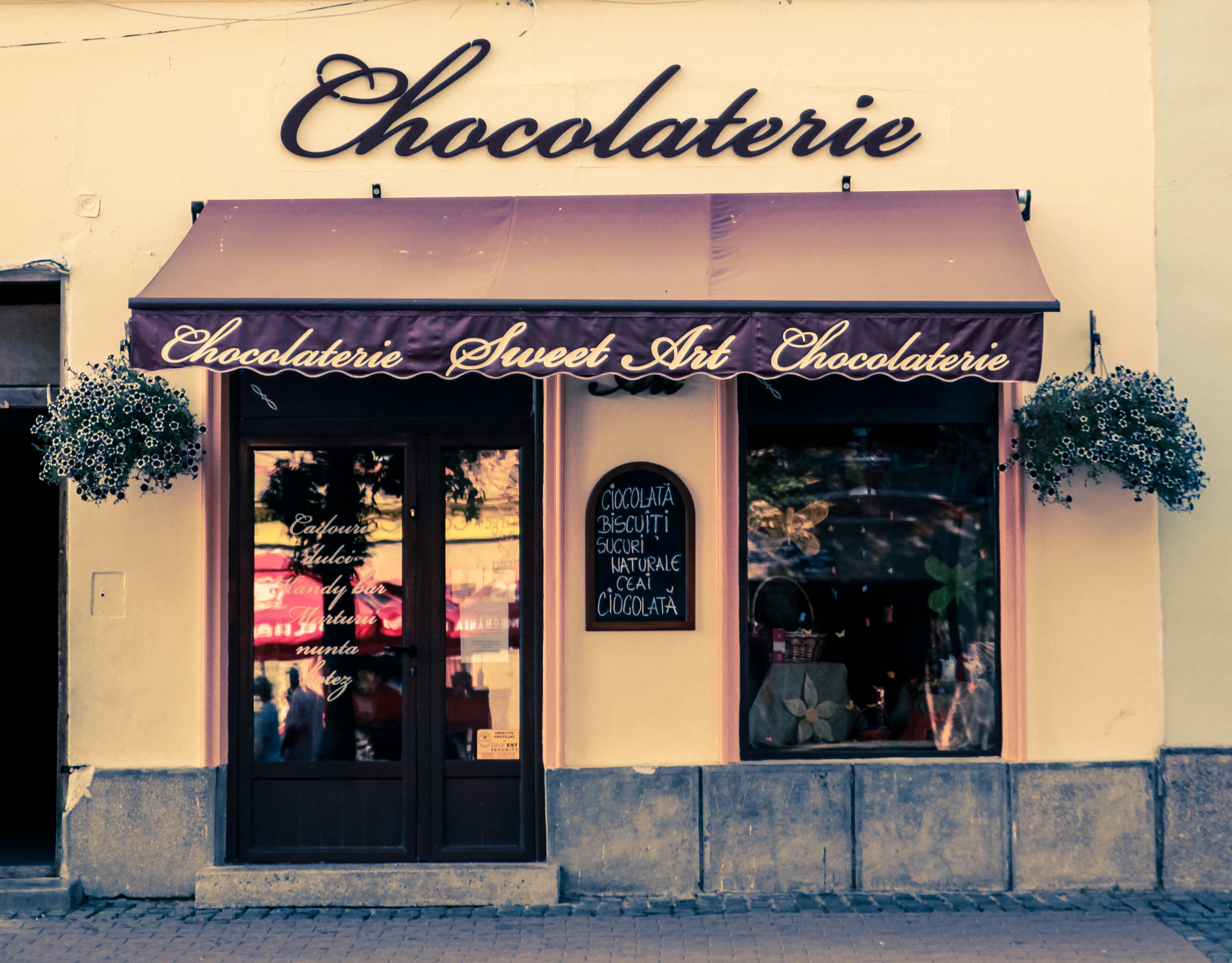
Magazin în Bistrița

În anul 1874 s-a înființat Societatea bistrițeană a pompierilor voluntari. În 1886 era dată în exploatare linia ferată Dej – Bistrița. Iluminatul public cu lămpi de petrol a fost introdus la Bistrița 1862. Localul actual al Primăriei a fost edificat ca și hotel între 1854 și 1855. În 1858 telegraful se instala la Bistrița, iar în 1900 era realizată rețeaua de telefonie. Între 1907 – 1910 se realizează aducțiunea de apă de la Cușma, în lungime de 21 km și se amenajează sistemul de canalizare al orașului. În 1913 era edificată uzina electrică și introdus iluminatul electric în oraș. Primele proiecții cinematografice au fost efectuate în anul 1910 la Asociația meșteșugarilor din Bistrița (Gewerbeverein) iar în 1913 s-a deschis sala de cinema „Omnia” de pe Fleischeralle. 
Casele patricienilor din acele timpuri precum Casa Andreas Beuchel (numită și Ioan Zidaru), Casa Petterman, Casa Argintarului, Casa cu Lei etc. sunt doar câteva din exemplele unor case a căror valoare nu este dată doar de istorie ci mai ales de frumusețea și originalitatea stilistică.

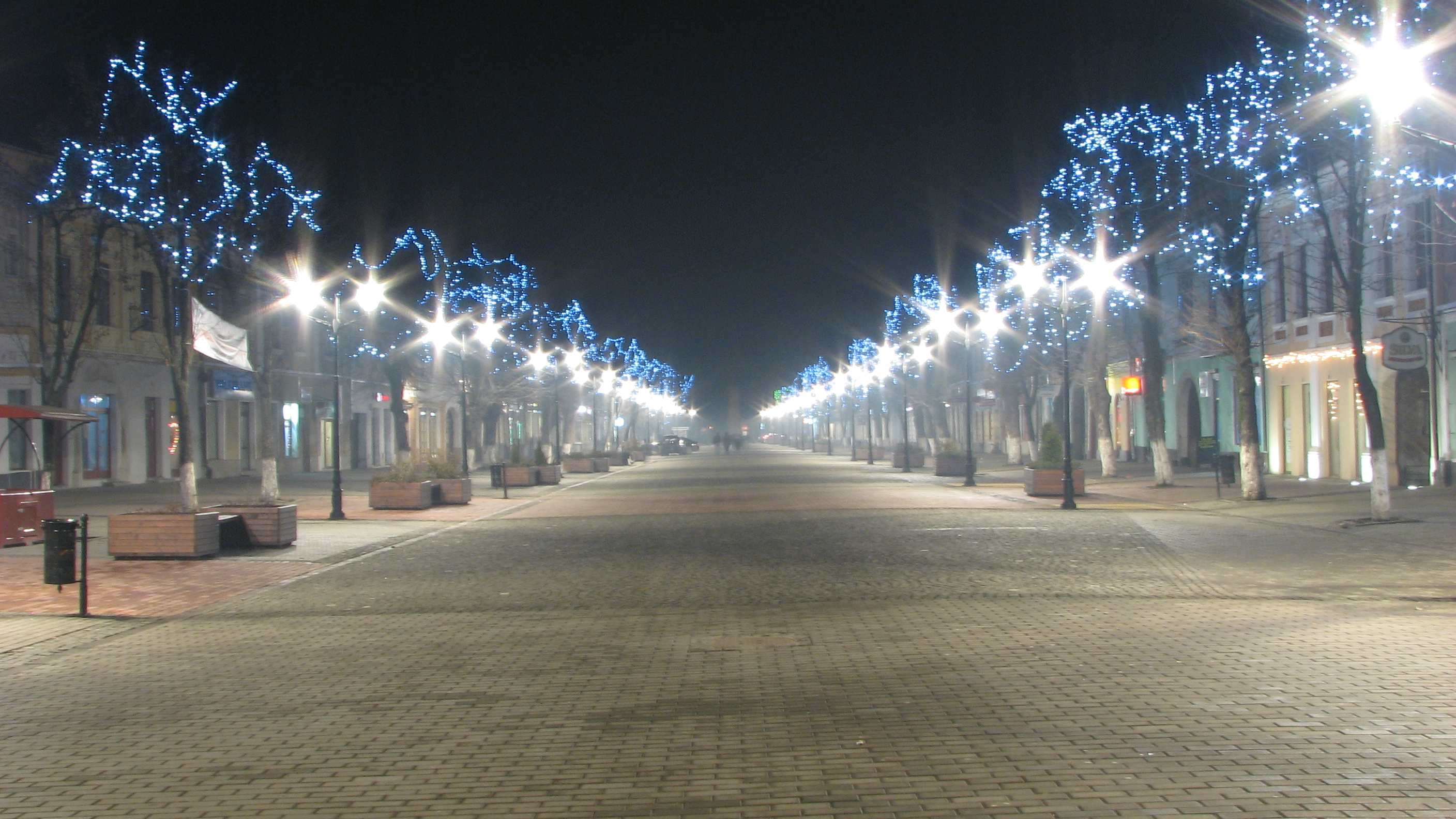
Bistrița împodobită de sărbători

În secolul al XVIII–lea burgul intră sub dominația forței militare a habsburgilor și are un rol important în controlarea graniței estice a imperiului austriac. Acum este perioada poștalioanelor ce porneau din Piața Mică a orașului spre Sibiu, Cernăuți, Cracovia sau Viena pe drumuri istovitoare ce puteau dura și 44 de ore. Cu diligența Bistriței, prin Pasul Bârgăului se deplasa și Jonathan Harker, eroul lui Bram Stoker, pentru a se întâlni cu contele Dracula. Astfel legenda unui roman influențează real un ținut și o zonă în care natura frumoasă îndeamnă la poveste.
Din secolul al XIX–lea orașul își demolează o parte a zidurilor păstrând doar Turnul Dogarilor, iar în locul șanțurilor și pietrelor de zid se sădesc șirurile de castani ce fac azi din Bistrița, un oraș verde și secular.

## Geografie
Municipiul Bistrița este situat în partea de nord-est a Podișului Transilvaniei, în Depresiunea Bistriței și este străbătut de râul Bistrița. Principala cale de acces este drumul european E58 (DN17) care face legătura între Transilvania și Moldova. Municipiul este amplasat pe un teren plan, la o altitudine de 356 m, pe coordonatele 47°10' latitudine nordică și 24°30' longitudine estică. Bistrița este înconjurată de coline acoperite cu întinse livezi. 
Localitățile limitrofe sunt: 
- Dumitra (N)
- Tărpiu (NV)
- Șieu-Măgheruș (SV)
- Mărișelu (S)
- Jelna (SE)
- Livezile (NE)

### Relief
Municipiul Bistrița este situat în subunitatea morfologică Dealurile Bistriței. Suprafața pe care se află este o regiune mai coborâtă cunoscută ca Depresiunea Bistriței. Această depresiune este deschisă la sud-vest și nord-est, iar înspre nord și sud este mărginită de dealurile: Cetate (Burgberg) 686 m, Bistriței (549 m), Ciuha (620 m), Corhana, Cocoș, Jelnei, Codrișor (Schieferberg), Cighir. Depresiunea Bistriței este de origine eroziv-acumulativă. Este străbătută de râul Bistrița care izvorăște de pe versantul nordic al Munților Călimani, de sub vârful Bistricioru, de la o altitudine de 1562 m, parcurgând un traseu de 64 km până la intrarea în oraș. Aici primește doi afluenți cu debit foarte mic și inconstant, pârâul Ghinzii și pârâul Jelnei. De pe Dealul Cetății își adună apele pârăul Căstăilor care se varsă în râul Bistrița între Bistrița și Viișoara. Râul Bistrița traversează localitatea Viișoara, trece pe la marginea localității Sărata și se varsă în râul Șieu.

### Climă
Clima Bistriței este temperat-continentală, cu veri mai umede și relativ călduroase, iar iernile mai puțin uscate și relativ reci. Regimul temperaturii este determinat de cadrul natural în care este amplasat municipiul Bistrița, precum și de urbanistica sa care creează microclimatul specific Bistriței. 
Astfel: 
- temperatura medie multianuală este de 8,3 °C,

iar temperaturile extreme absolute au fost de:
- 37,6 °C, înregistrată la 16 august 1952 (maxima absolută) și de
- -33,8 °C, înregistrată la data de 18 ianuarie 1963 (minima absolută).

Luna cea mai rece este:
- ianuarie cu o medie multianuală de -4.7 °C, iar

cea mai caldă:
- iulie, media fiind de 18,9 °C.

| Date climatice pentru Bistrița         | Date climatice pentru Bistrița | Date climatice pentru Bistrița | Date climatice pentru Bistrița | Date climatice pentru Bistrița | Date climatice pentru Bistrița | Date climatice pentru Bistrița | Date climatice pentru Bistrița | Date climatice pentru Bistrița | Date climatice pentru Bistrița | Date climatice pentru Bistrița | Date climatice pentru Bistrița | Date climatice pentru Bistrița | Date climatice pentru Bistrița |
| Luna                                   | Ian                            | Feb                            | Mar                            | Apr                            | Mai                            | Iun                            | Iul                            | Aug                            | Sep                            | Oct                            | Nov                            | Dec                            | Anual                          |
| -------------------------------------- | ------------------------------ | ------------------------------ | ------------------------------ | ------------------------------ | ------------------------------ | ------------------------------ | ------------------------------ | ------------------------------ | ------------------------------ | ------------------------------ | ------------------------------ | ------------------------------ | ------------------------------ |
| Maxima medie °C (°F)                   | −0.1 (31,8)                    | 3.0 (37,4)                     | 9.3 (48,7)                     | 15.7 (60,3)                    | 20.7 (69,3)                    | 23.2 (73,8)                    | 24.7 (76,5)                    | 24.6 (76,3)                    | 21.0 (69,8)                    | 15.4 (59,7)                    | 8.0 (46,4)                     | 1.8 (35,2)                     | 13,9 (57)                      |
| Media zilnică °C (°F)                  | −5 (23)                        | −2.1 (28,2)                    | 3.1 (37,6)                     | 9.1 (48,4)                     | 14.3 (57,7)                    | 17.0 (62,6)                    | 18.3 (64,9)                    | 17.6 (63,7)                    | 13.5 (56,3)                    | 8.0 (46,4)                     | 3.2 (37,8)                     | −1.8 (28,8)                    | 7,9 (46,2)                     |
| Minima medie °C (°F)                   | −9.6 (14,7)                    | −6.1 (21)                      | −1.6 (29,1)                    | 3.5 (38,3)                     | 7.9 (46,2)                     | 11.0 (51,8)                    | 12.2 (54)                      | 11.7 (53,1)                    | 8.0 (46,4)                     | 3.0 (37,4)                     | −0.4 (31,3)                    | −5.2 (22,6)                    | 2,9 (37,2)                     |
| Minima istorică °C (°F)                | −33.8 (−28.8)                  | −33.2 (−27.8)                  | −22 (−7.6)                     | −5.7 (21,7)                    | −3 (26,6)                      | 0.3 (32,5)                     | 3.2 (37,8)                     | 2.4 (36,3)                     | −4.6 (23,7)                    | −9 (15,8)                      | −24 (−11.2)                    | −26.6 (−15.9)                  | −33,8 (−28,8)                  |
| Precipitații mm (inches)               | 46 (1.81)                      | 31 (1.22)                      | 34 (1.34)                      | 57 (2.24)                      | 76 (2.99)                      | 97 (3.82)                      | 87 (3.43)                      | 68 (2.68)                      | 43 (1.69)                      | 41 (1.61)                      | 47 (1.85)                      | 50 (1.97)                      | 677 (26,65)                    |
| Zăpadă cm (inches)                     | 13.9 (5.47)                    | 14.3 (5.63)                    | 9.8 (3.86)                     | 2.0 (0.79)                     | 0.0 (0)                        | 0.0 (0)                        | 0.0 (0)                        | 0.0 (0)                        | 0.0 (0)                        | 3.5 (1.38)                     | 3.8 (1.5)                      | 7.2 (2.83)                     | 54,5 (21,46)                   |
| Nr. de zile cu precipitații (≥ 1.0 mm) | 9                              | 8                              | 7                              | 9                              | 11                             | 12                             | 10                             | 8                              | 7                              | 6                              | 9                              | 11                             | 107                            |
| Ore însorite                           | 67.3                           | 92.8                           | 147.9                          | 171.1                          | 225.9                          | 232.5                          | 259.6                          | 258.0                          | 196.3                          | 167.5                          | 78.3                           | 48.8                           | 1.946,0                        |
| Sursă: NOAA                            |                                |                                |                                |                                |                                |                                |                                |                                |                                |                                |                                |                                |                                |

## Peisaj urban
Monumente de arhitectură:

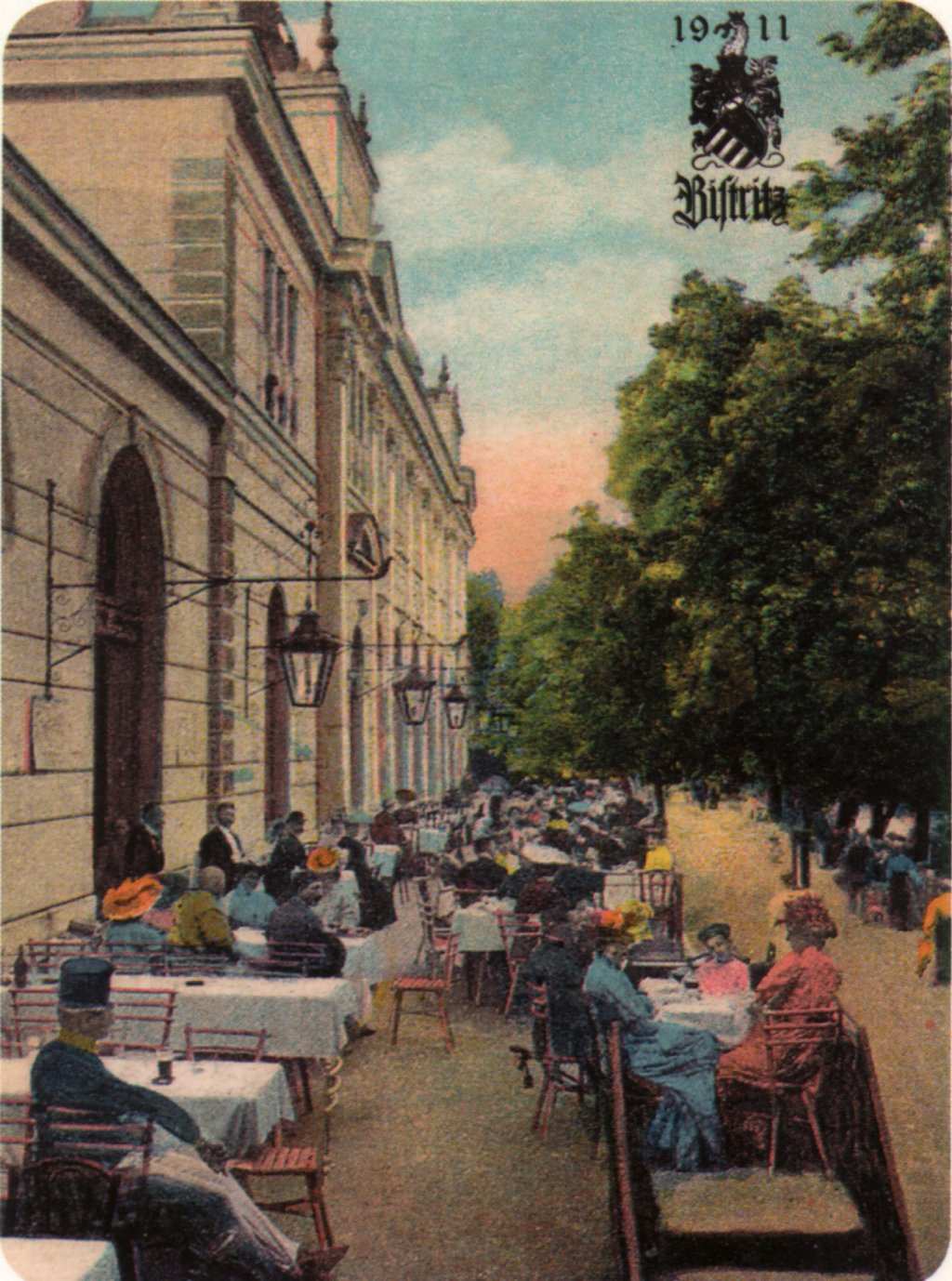
Bistrița 1911 - „pe corso”

- Cetatea Bistriței (secolele XV-XVI) din care se păstrează Turnul Dogarilor și câteva fragmente de ziduri.
- Sugălete – complex din 13 clădiri datând din secolele XV-XVI, cele mai tipice construcții renascentiste din Transilvania. Sugăletele sunt formate din mai multe clădiri etajate, legate între ele prin niște intrări spațioase ce formează o galerie cu 20 de bolți ce se sprijină pe 21 de pilaștri.
- Casa Argintarului – monument de arhitectură de la începutul Renașterii.
- Casa lui Ion Zidarul - Casa lui Johannes Lapicida – monument de arhitectură de la începutul Renașterii. Cea mai veche clădire din Bistrița.
- Palatul Culturii, Bistrița
- Colegiul Național ˝Liviu Rebreanu˝
- Colegiul Național ˝Andrei Mureșanu˝
- Primăria veche
- Banca Națională, Bistrița
- Clădirea Poștei Vechi, Bistrița

Lăcașe de cult:
- Biserica evanghelică a fost construită inițial în stil romanic, fiind extinsă în a doua jumătate a secolului al XIV-lea în stil gotic. Turnul bisericii a fost ridicat între anii 1487 și 1519. Are o înălțime de 75 m, fiind unul din cele mai înalte turnuri gotice din Transilvania.
- Biserica „Intrarea în Biserică a Maicii Domnului” - fostă biserică a mănăstirii minorite, devenită în secolul al XIX-lea greco-catolică, este de stil gotic timpuriu (1270-1280), cu influențe cisterciene. Din 1948 este folosită de o parohie ortodoxă română. Din 1990 este revendicată ca biserică protopopială de către Biserica Română Unită (Greco-Catolică) BRU.
- Catedrala ortodoxă „Sfinții Trei Ierarhi” din Bistrița
- Biserica romano-catolică
- Sinagoga din Bistrița
- Mănăstirea dominicană din Bistrița

Muzee și expoziții:
- Muzeul Județean Bistrița-Năsăud, Bistrița
- Muzeul de sub poartă, Livezile
- Muzeul Casa Argintarului, Bistrița
- Casa Memorială Andrei Mureșanu, Bistrița
- Galeria Arcade 24
- Sala de expoziții „George Coșbuc”

Obiective memoriale:
- Cimitirul eroilor români, germani și maghiari căzuți în Primul Război Mondial este amplasat în incinta cimitirului românesc din municipiul Bistrița. În cadrul acestuia sunt înhumați 121 de eroi, în morminte individuale, iar ca însemne de căpătâi au câte o cruce din beton. În cimitir se află și două monumente comemorative: un obelisc și un altar, ambele realizate din beton și piatră. Pe fațada obeliscului este un înscris comemorativ: „Construit de Societatea „Cultul Eroilor” Comitetul Central, cu concursul Comitetului Județean Bistrița, în frunte cu autoritățile militare și civile. 1937 / Aici odihnesc ostașii căzuți la datorie pe aceste locuri în războiul 1916-1919“. Pe fațada celui de-al doilea monument scrie în limba română: „Eroilor din 1914-1918“. Același înscris, dar în limbile germană și maghiară, este pe fețele II și III, în timp ce pe fața a IV-a sunt inscripționate numele celor 121 de eroi.

## Demografie
Componența etnică a municipiului Bistrița
     Români (80%)
     Maghiari (3,67%)
     Romi (1,23%)
     Alte etnii (0,36%)
     Necunoscută (14,73%)
Componența confesională a municipiului Bistrița
     Ortodocși (69,49%)
     Penticostali (4,83%)
     Reformați (2,93%)
     Greco-catolici (1,92%)
     Romano-catolici (1,41%)
     Alte religii (3,48%)
     Necunoscută (15,93%)
Conform recensământului efectuat în 2021, populația municipiului Bistrița se ridică la 78.877 de locuitori, în creștere față de recensământul anterior din 2011, când fuseseră înregistrați 75.076 de locuitori. Majoritatea locuitorilor sunt români (80%), cu minorități de maghiari (3,67%) și romi (1,23%), iar pentru 14,73% nu se cunoaște apartenența etnică. Din punct de vedere confesional, majoritatea locuitorilor sunt ortodocși (69,49%), cu minorități de penticostali (4,83%), reformați (2,93%), greco-catolici (1,92%) și romano-catolici (1,41%), iar pentru 15,93% nu se cunoaște apartenența confesională.
| 1850 (e)  | 5.214  | 1.207  | 90    | 3.704* | 176   | *     | 37  |
| 1880 (e)  | 8.063  | 2.114  | 574   | 5.074* | *     | *     | 301 |
| 1890 (l)  | 9.109  | 2.274  | 1.126 | 5.517* | 164   | *     | 28  |
| 1900 (l)  | 12.081 | 3.753  | 2.318 | 5.887* | *     | *     | 123 |
| 1910 (l)  | 13.236 | 4.470  | 2.824 | 5.835* | *     | *     | 107 |
| 1920 (e)  | 12.364 | 3.716  | 1.302 | 5.163  | *     | 2.018 | 165 |
| 1930 (l)  | 14.128 | 5.671  | 1.479 | 4.677  | 112   | 1.891 | 298 |
| 1941 (l)  | 16.313 | 4.125  | 7.374 | 4.162  | 41    | 539   | 72  |
| 1956(l&e) | 20.292 | 13.724 | 3.028 | 2.595  | 195   | 754   | *   |
| 1966 (l)  | 20.559 | 15.500 | 2.911 | 1.904  | 130   | 47    | 67  |
| 1977 (e)  | 38.649 | 33.049 | 4.261 | 1.093  | 149   | 24    | 73  |
| 1992 (l)  | 82.366 | 74.323 | 6.045 | 535    | 1.368 | 22    | 73  |
| 2002 (l)  | 74.933 | 68.274 | 4.885 | 268    | 1.311 | 15    | 180 |

* - La unele recensăminte Romii au fost trecuți la categoria „Altele”, iar evreii cu limbă maternă Idiș au fost trecuți Germani.
În anul 1930 populația orașului era de 14.128 de locuitori. Din punct de vedere confesional populația Bistriței era alcătuită în anul 1930 din 4.201 greco-catolici, 4.149 lutherani, 2.198 mozaici, 1.594 ortodocși, 1.046 romano-catolici, 869 reformați ș.a.
Recensământul din anul 2002 a relevat că în Bistrița există următoarele confesiuni: Ortodocși, Reformați-Calvini, Greco-catolici, Penticostali, Unitarieni, Romano-catolici, Baptiști și Adventiști de Ziua a Șaptea. De asemenea 93 persoane s-au declarat fără religie și 77 atei.
Bistrița - evoluția demografică

Date: Recensăminte sau birourile de statistică - grafică realizată de Wikipedia

## Politică și administrație
Municipiul Bistrița este administrat de un primar și un consiliu local compus din 21 consilieri. Primarul, Gabriel Lazany[*], de la Partidul Social Democrat, este în funcție din 1 noiembrie 2024. Începând cu alegerile locale din 2024, consiliul local are următoarea componență pe partide politice:
|  | Partid                                 | Consilieri | Componența Consiliului | Componența Consiliului | Componența Consiliului | Componența Consiliului | Componența Consiliului | Componența Consiliului | Componența Consiliului | Componența Consiliului | Componența Consiliului |
|  | -------------------------------------- | ---------- | ---------------------- | ---------------------- | ---------------------- | ---------------------- | ---------------------- | ---------------------- | ---------------------- | ---------------------- | ---------------------- |
|  | Partidul Național Liberal              | 9          |                        |                        |                        |                        |                        |                        |                        |                        |                        |
|  | Partidul Social Democrat               | 9          |                        |                        |                        |                        |                        |                        |                        |                        |                        |
|  | Alianța pentru Unirea Românilor        | 2          |                        |                        |                        |                        |                        |                        |                        |                        |                        |
|  | Uniunea Democrată Maghiară din România | 1          |                        |                        |                        |                        |                        |                        |                        |                        |                        |

## Personalități
- Gavriil Bănulescu-Bodoni (1746 - 1821), mitropolitul Chișinăului și al Hotinului;
- Joachim Bedeus von Scharberg (1746 - 1810), jurist;
- Iacob Stamati (1749 - 1803), episcop ortodox;
- Andrei Mureșanu (1816 - 1863), scriitor și publicist;
- Oskar Wittstock, (1865 - 1931), scriitor;
- Gustav Kisch (1869 - 1938), filolog, membru de onoare al Academiei Române;
- Wilhelm Zehner (1883 - 1938), general de infanterie, între 1934-1938 secretar de stat în Ministreul Austriac al Apărării, decedat în contextul anexării Austriei de către cel de-al Treilea Reich;
- Imre Haynal (1892 - 1979), medic, academician;
- Arnold Graffi (1910 - 2006), medic oncolog;
- Günter Zamp Kelp (n. 1941), arhitect austriac;
- Valeria Peter Predescu (1947-2009), interpretă română de folclor
- Maria Bosi (n. 1954), handbalistă;
- Angelica Aposteanu (n. 1954), canotoare;
- Adrian Titieni (n. 1963), actor;
- Viorel Moldovan (n. 1972), fotbalist;
- Gabriela Szabó (n. 1975), atletă, campioană olimpică;
- Mihaela Șteff (n. 1978), jucătoare de tenis de masă[17]
- Sergiu Costin (n. 1978), fotbalist;
- Valeria Beșe (n. 1980), handbalistă;
- Adrian Crișan (n. 1980), jucător de tenis de masă;
- Anita Hartig (n. 1983), soprană a Operei de Stat din Viena;
- Marius Berbecar (n. 1985), gimnast.

## Orașe înfrățite
- L'Aquila, din Italia
- Besançon, din Franța (1997)
- Zielona Góra, din Polonia (2001)
- Columbus (statul Georgia), din Statele Unite (2003)
- Herzogenrath (2005) și Wiehl (2015), din Germania
- Wels, din Austria (2014)

## Vezi și
- Biserica evanghelică din Unirea
- Biserica evanghelică din Slătinița
- Biserica evanghelică din Viișoara
- Biserica de lemn din Sărata
- Castelul Lázár Imre din Sărata
- Șieu - Budac (sit de importanță comunitară)
- Pământul crăiesc al sașilor, partea nordică
  - Țara Năsăudului de lângă Năsăud
  - Reener Ländchen de lângă Reghin

## Imagini

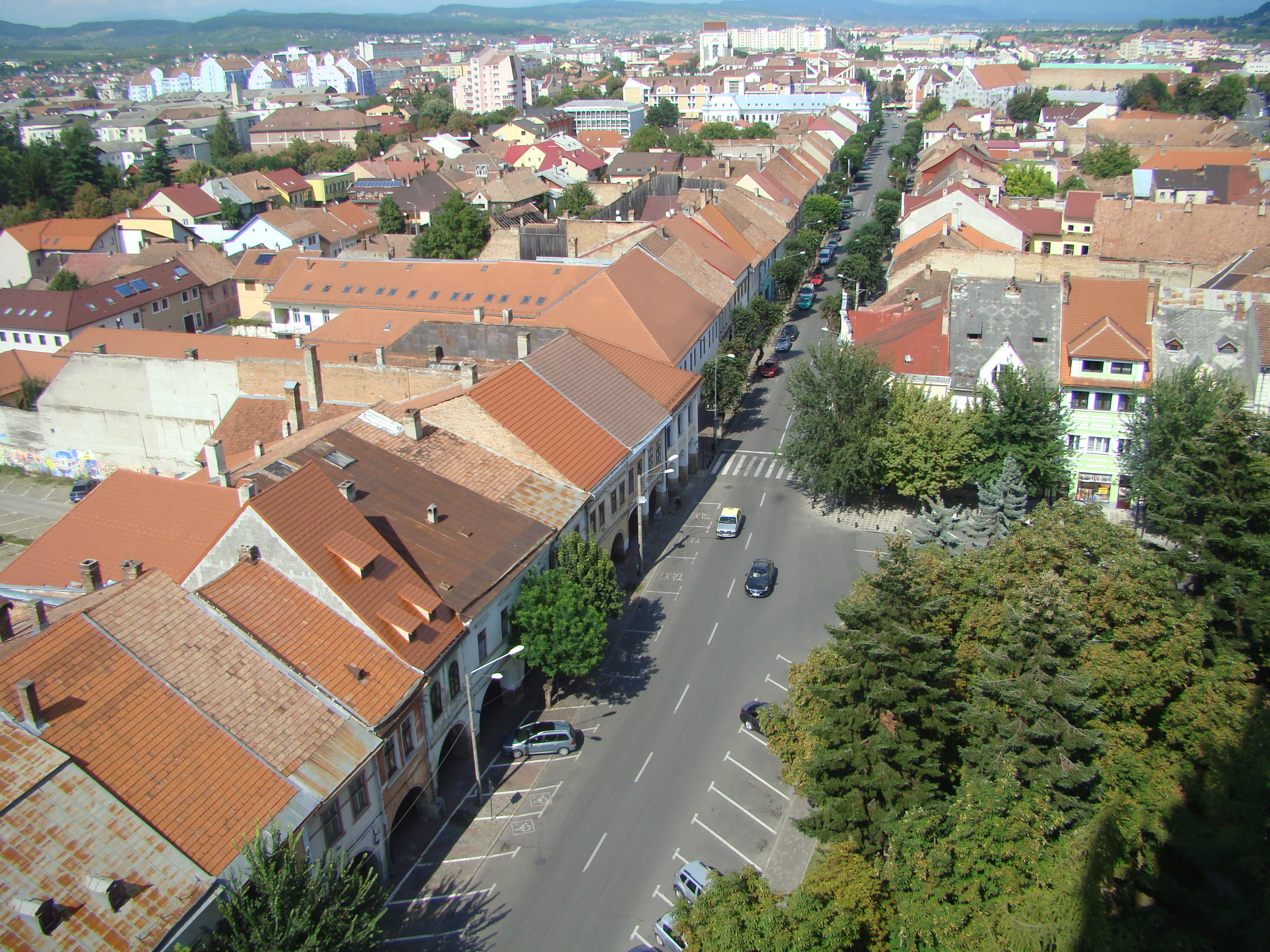
Vedere din turnul bisericii evanghelice
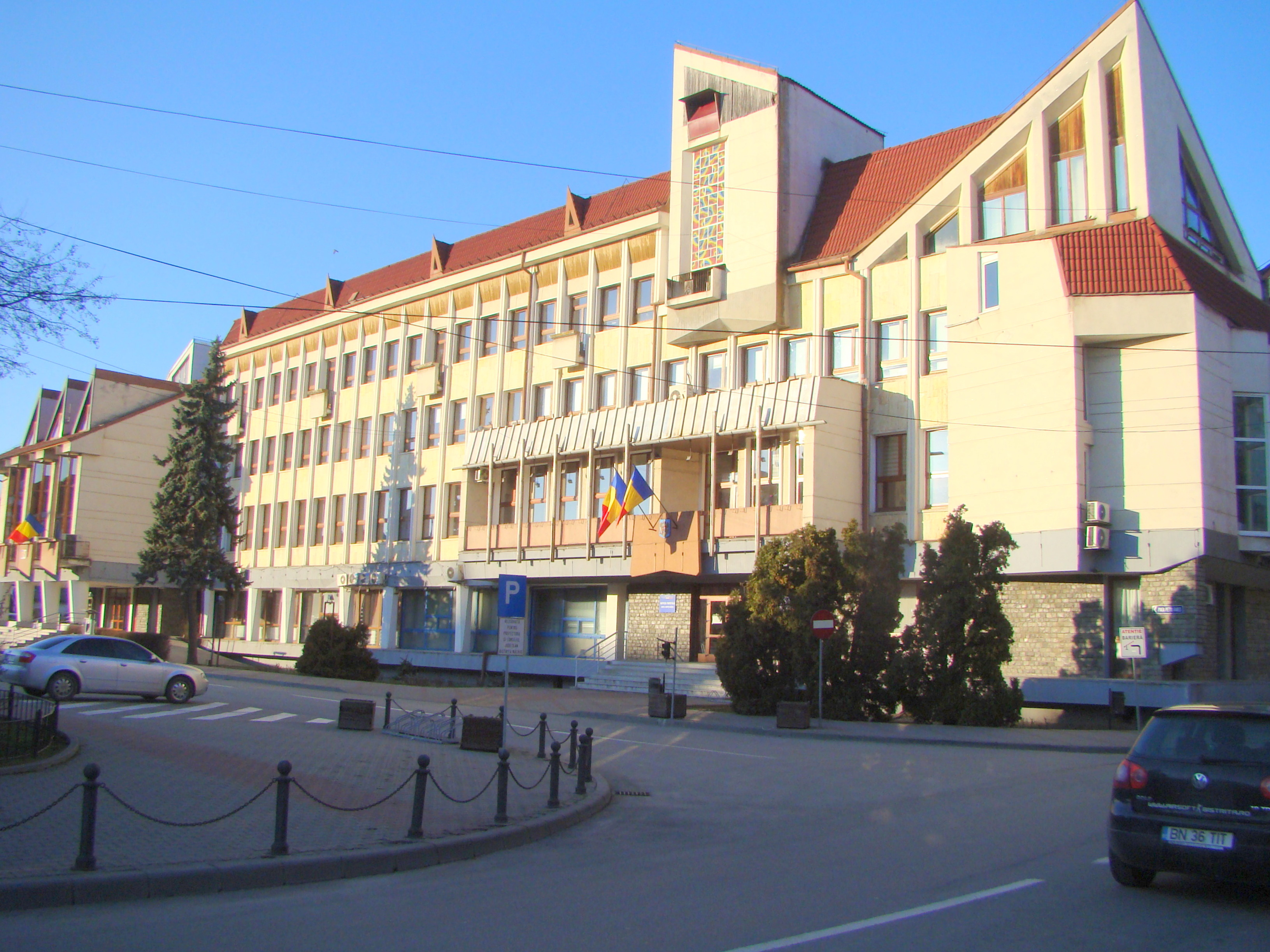
Prefectura
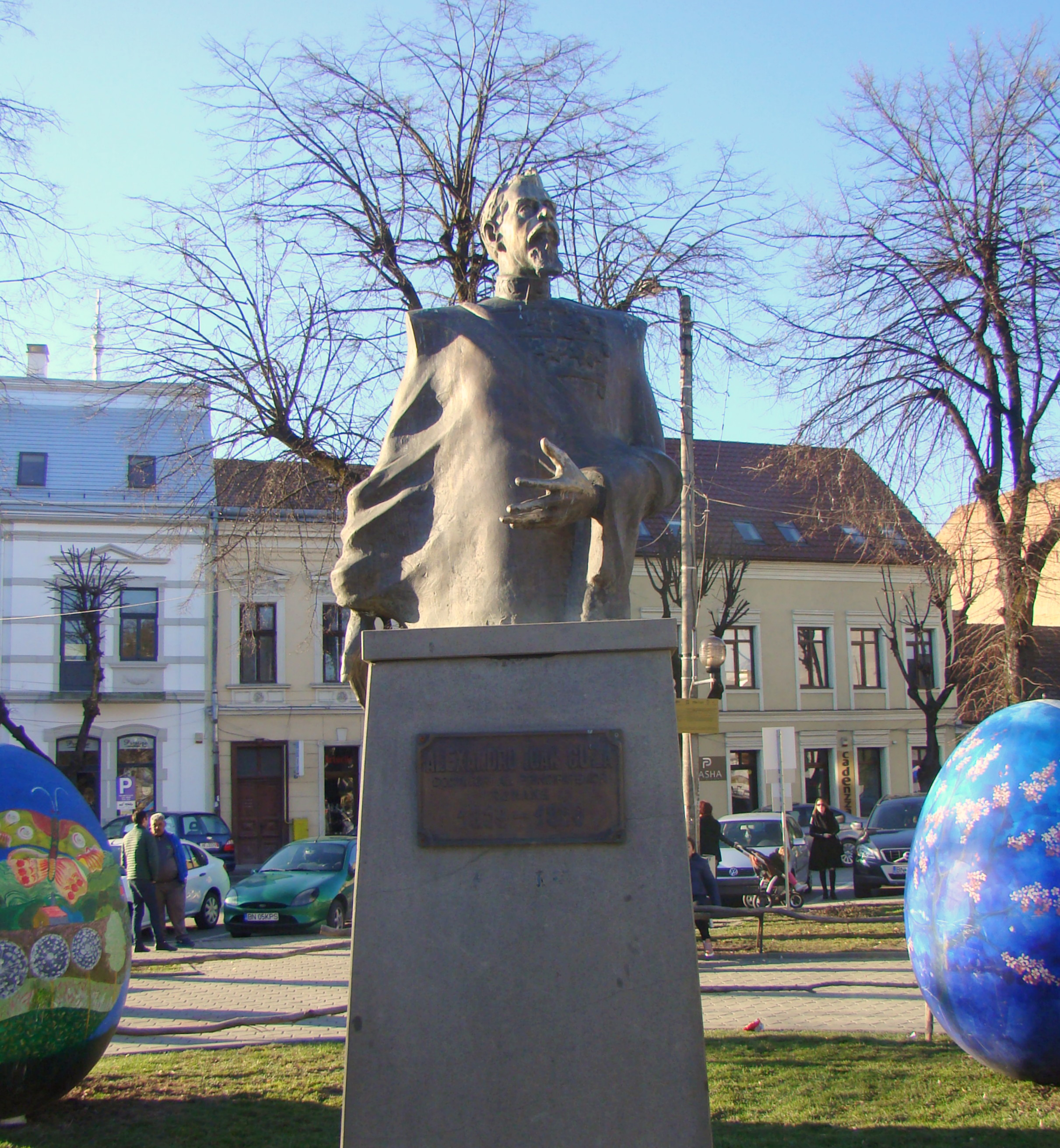
Bustul lui Alexandru Ioan Cuza din Piața Unirii, opera sculptorului Mircea Mocanu
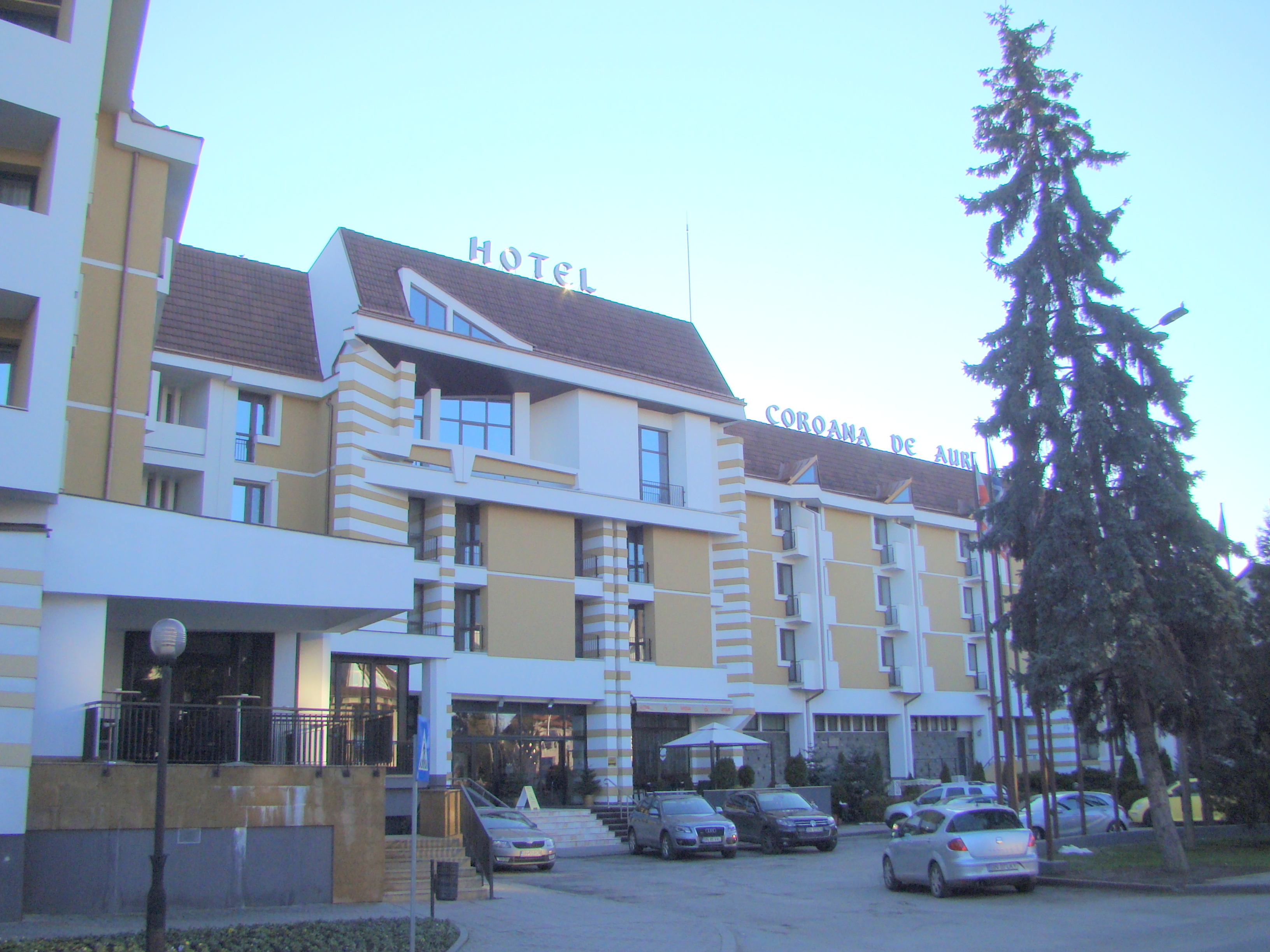
Hotelul Coroana de Aur
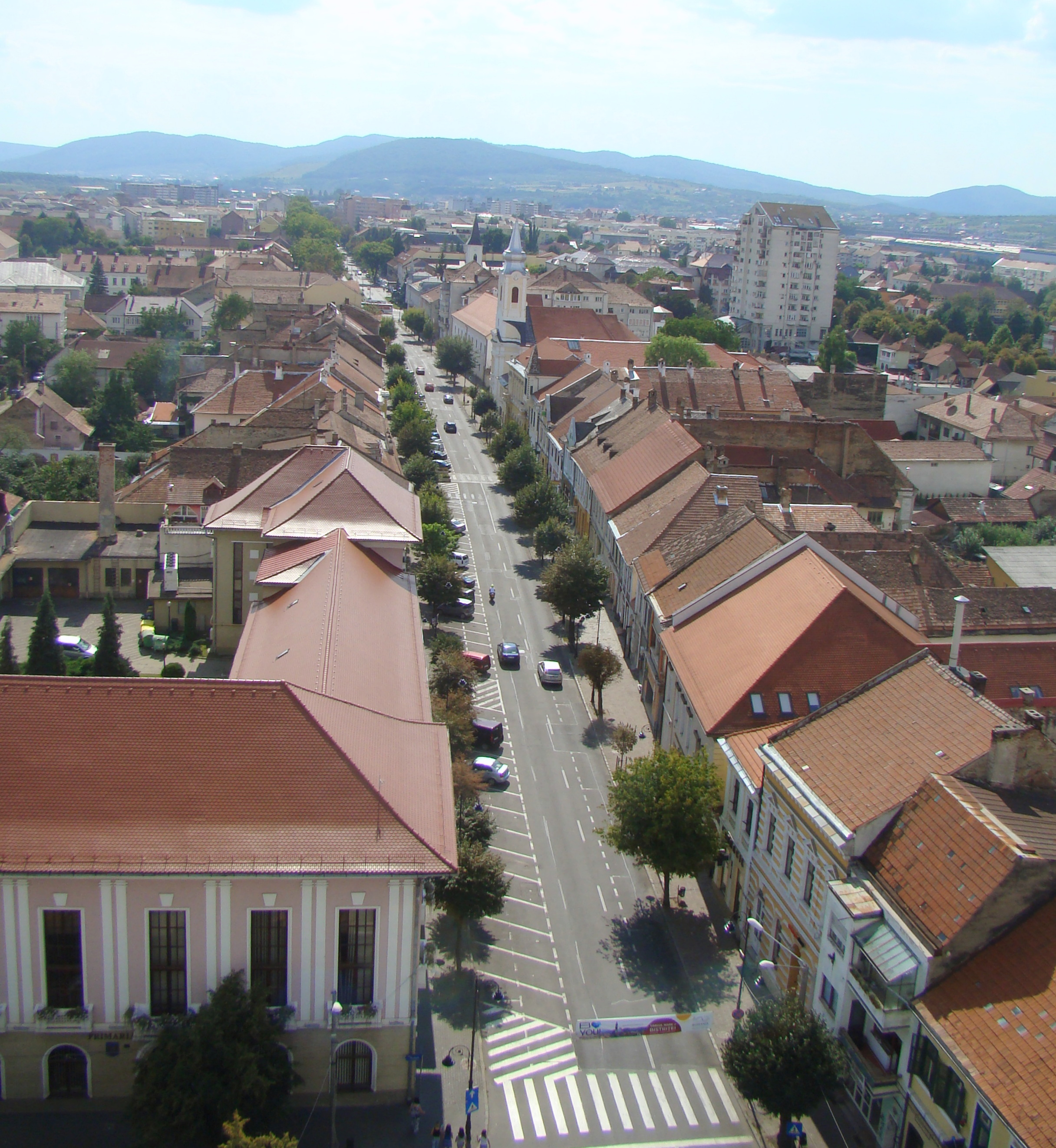
Strada Gheorghe Șincai
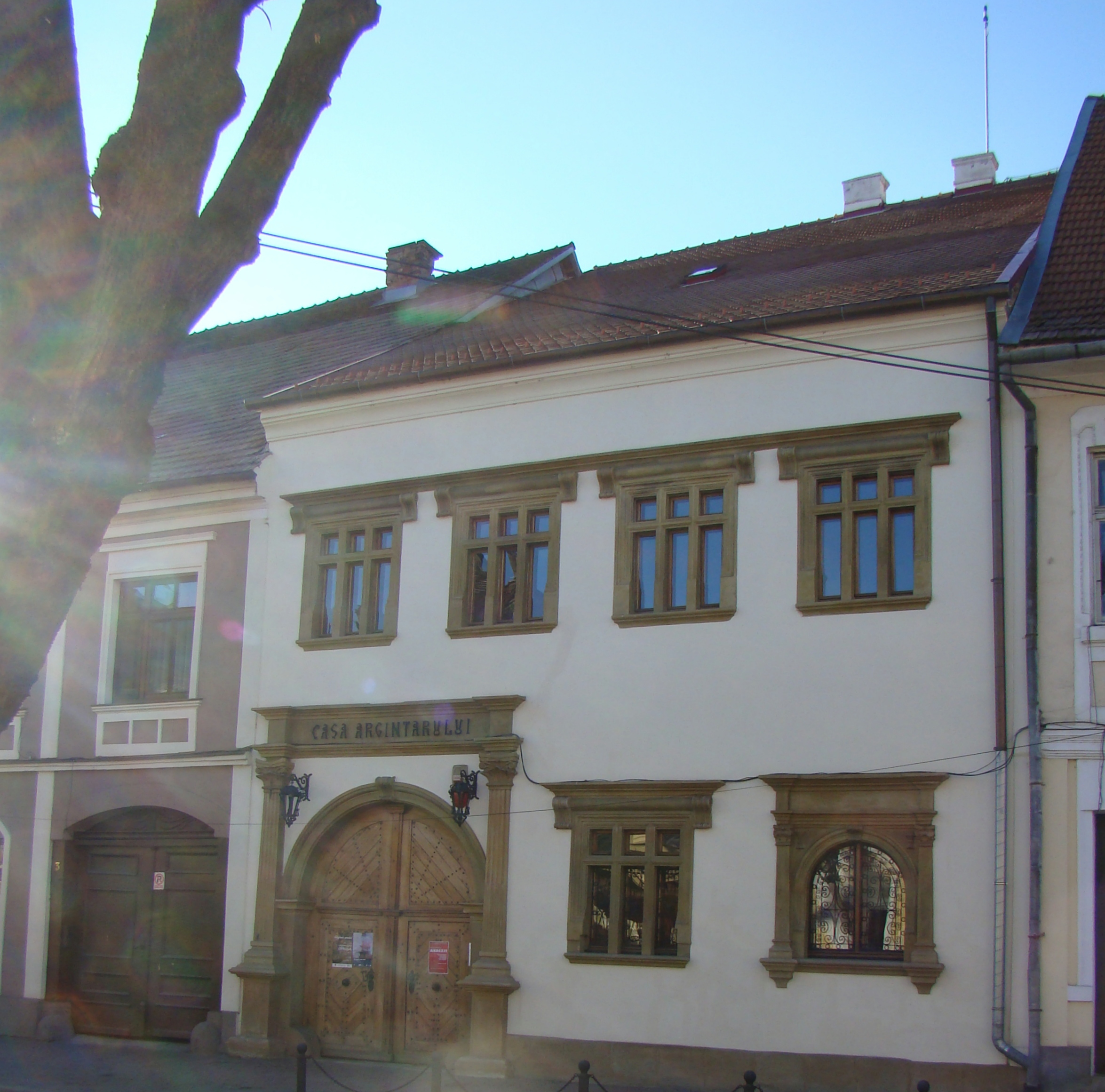
Casa Argintarului (monument istoric)
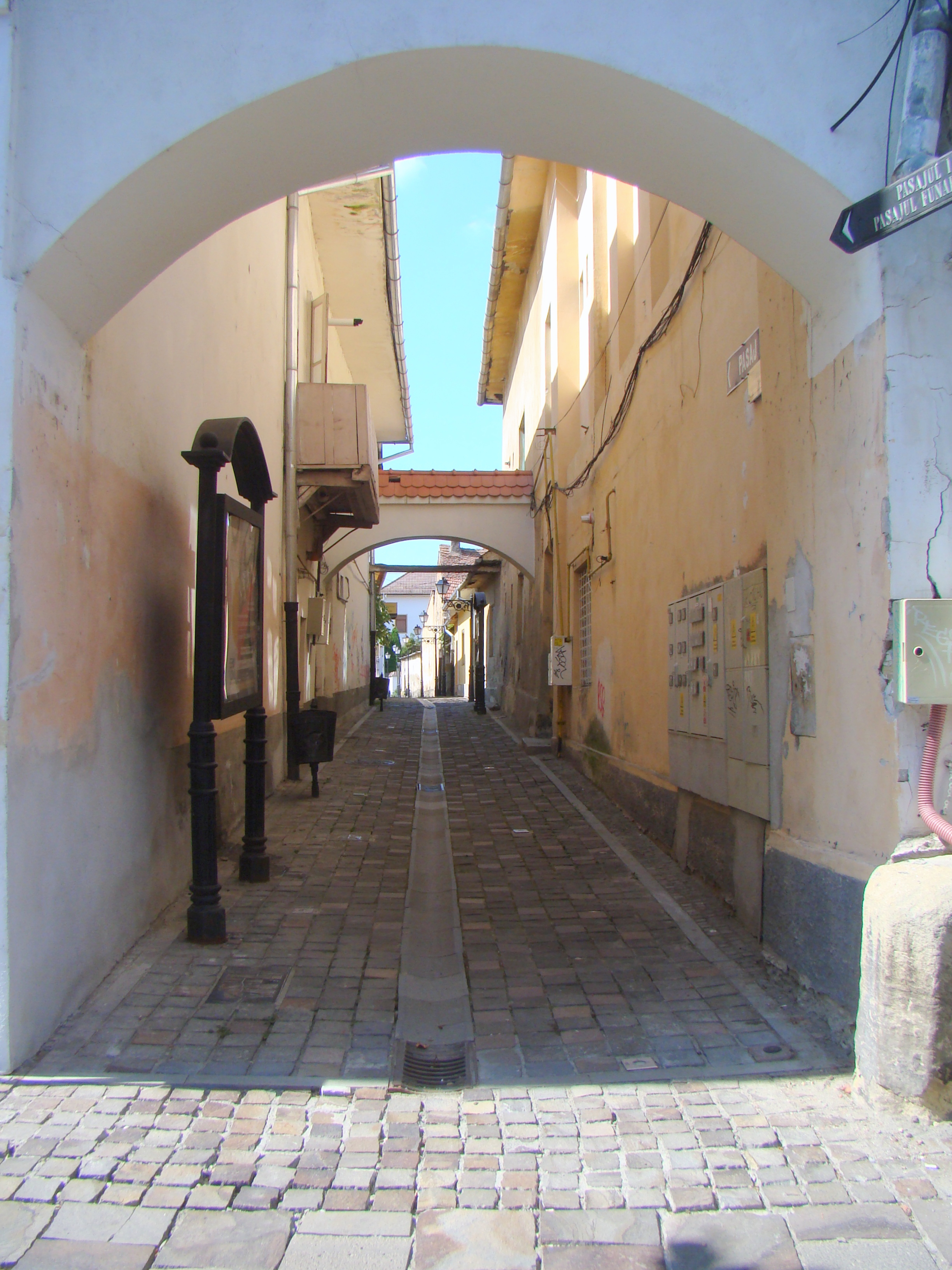
Pasajul Funarilor
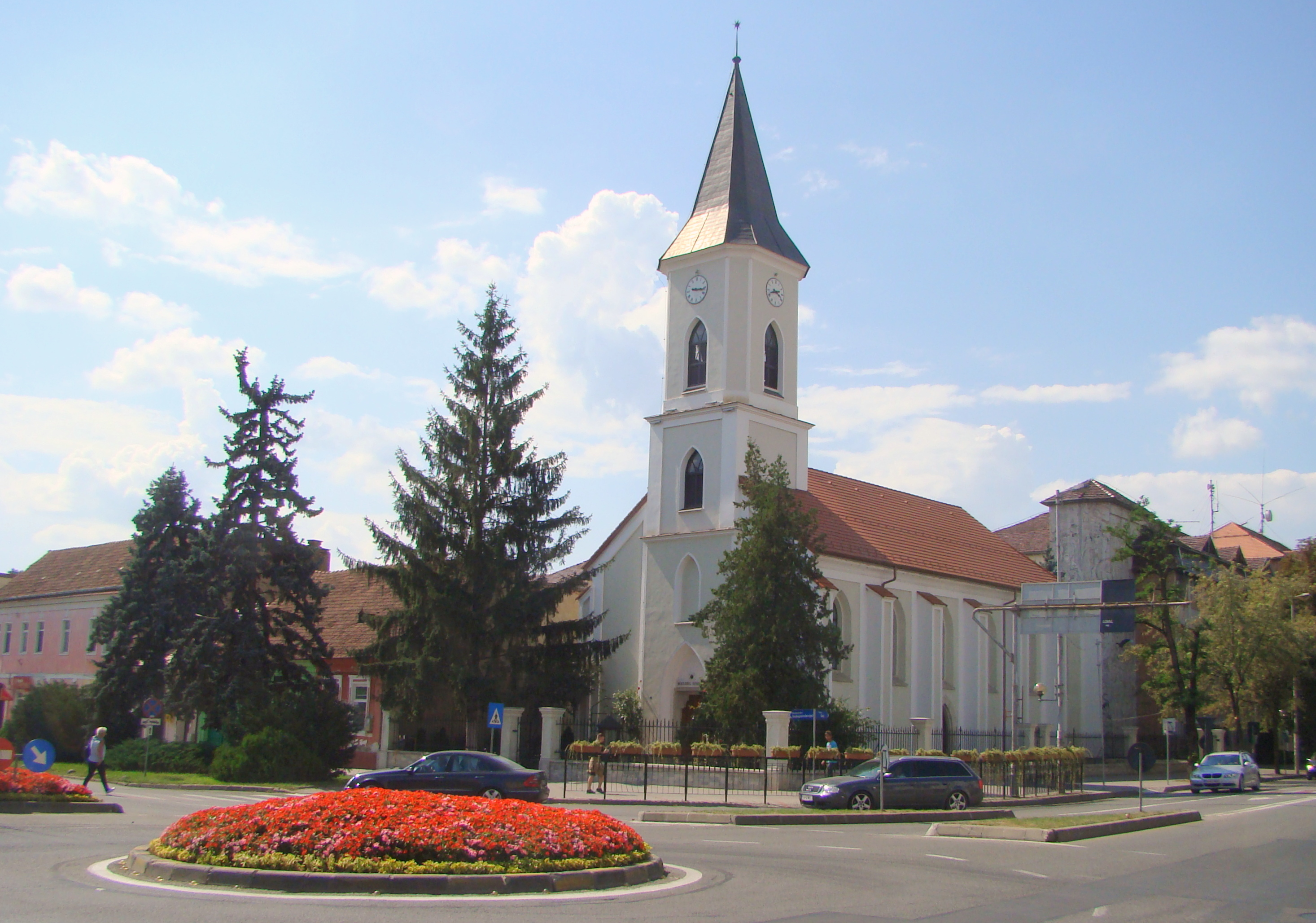
Biserica reformată
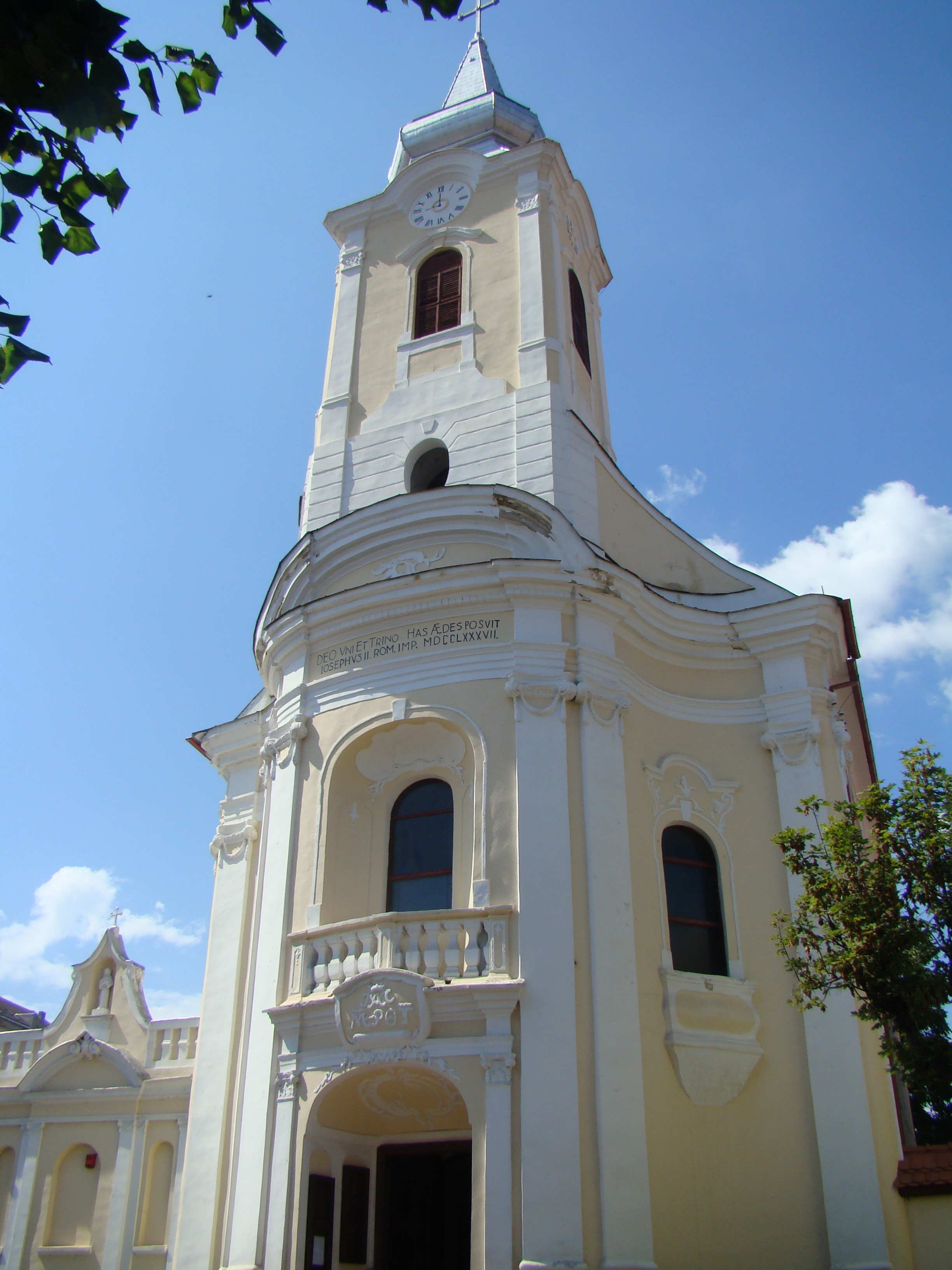
Biserica romano-catolică „Sfânta Treime” (monument istoric)
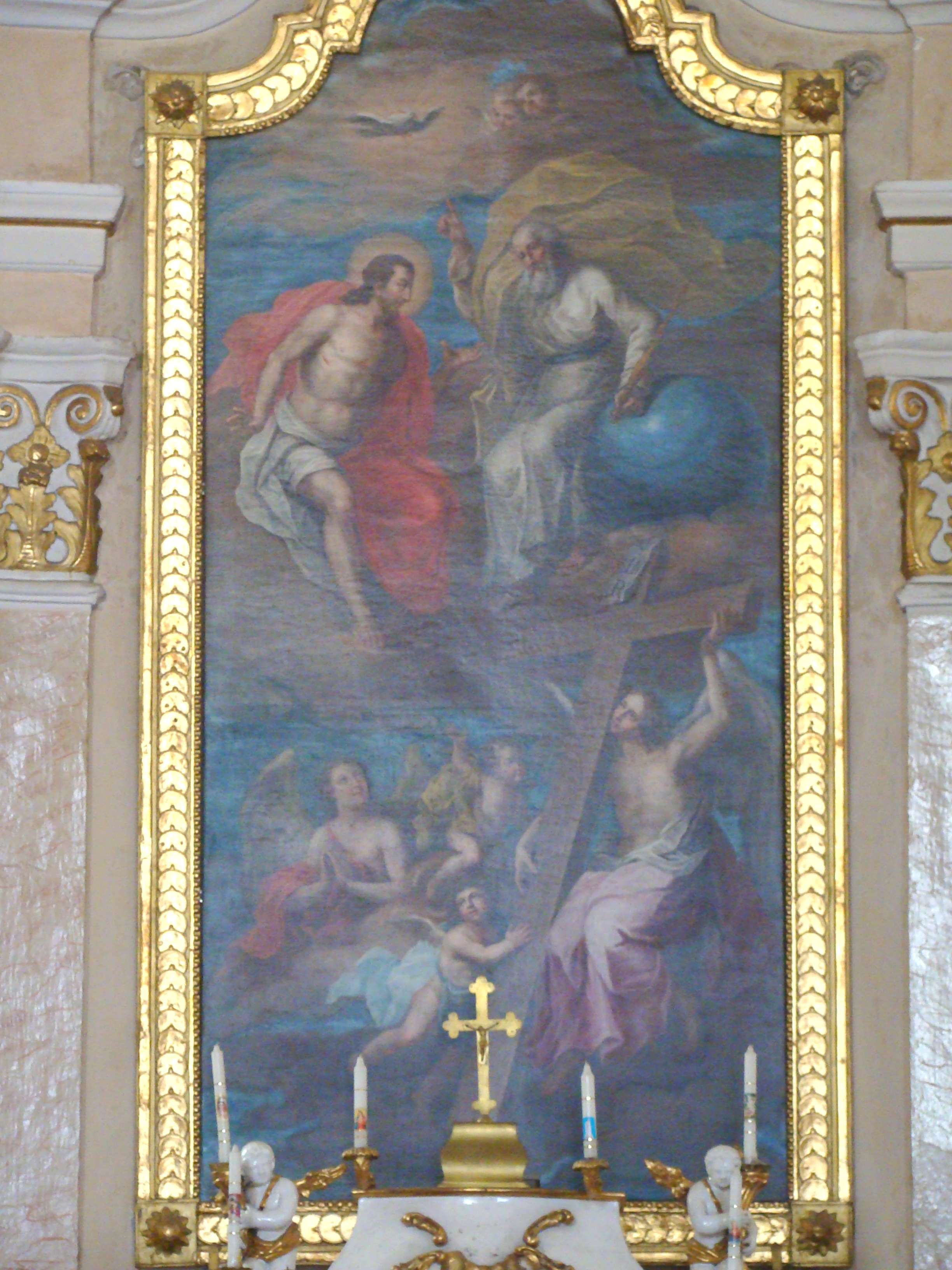
Biserica romano-catolică „Sfânta Treime” (altarul)
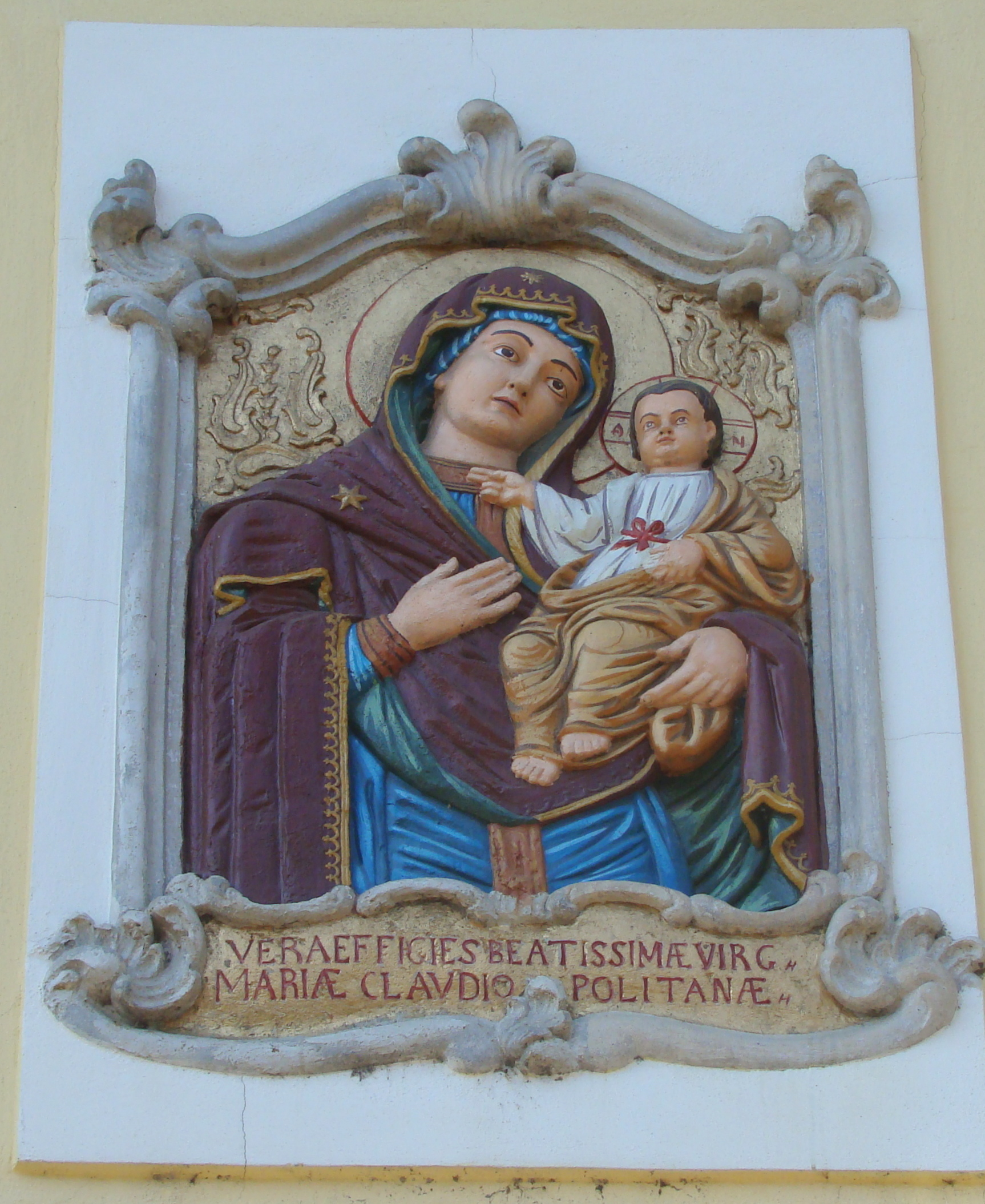
Casa Icoanei, monument istoric (detaliu)
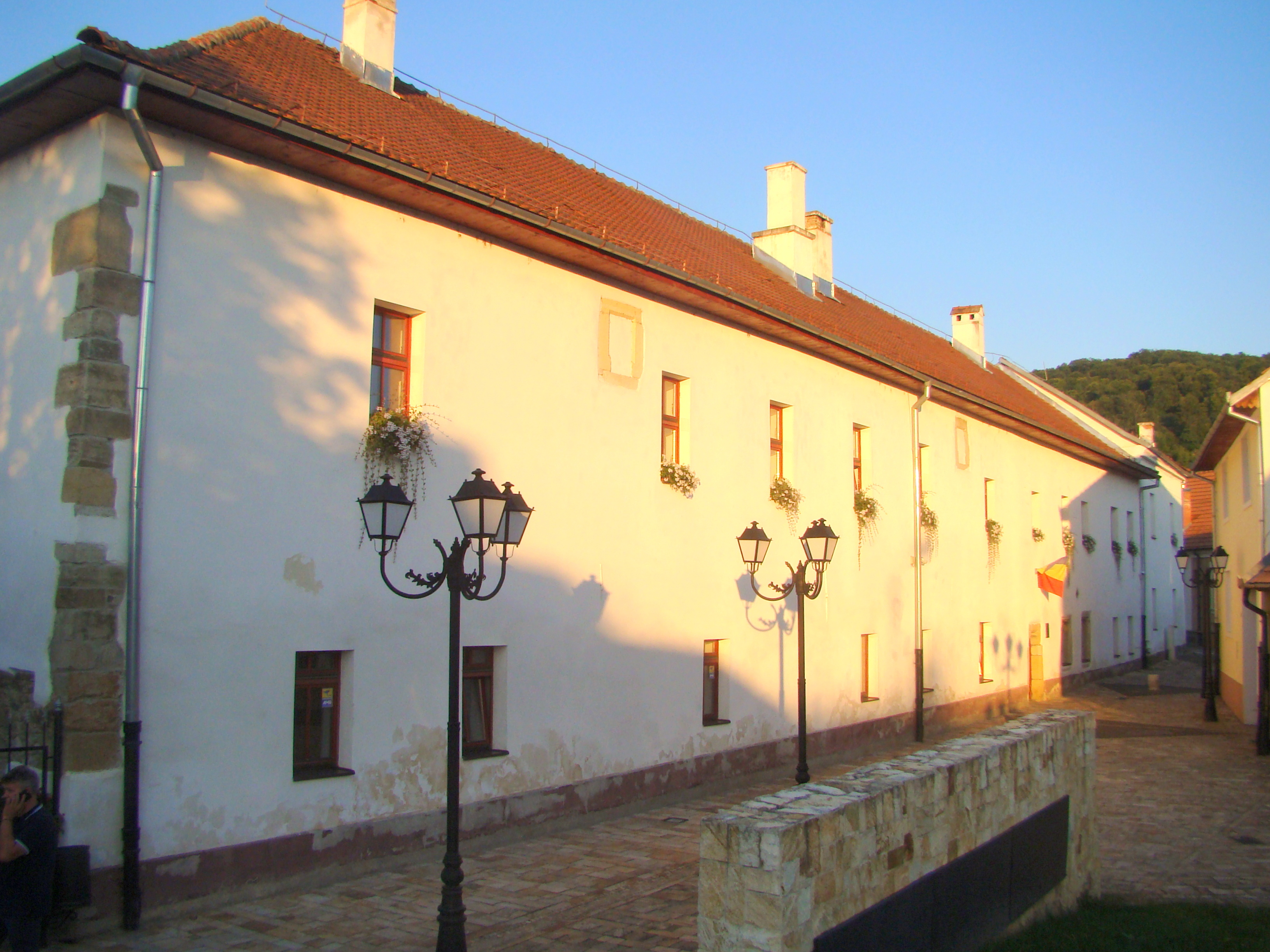
Mănăstirea dominicană (monument istoric)
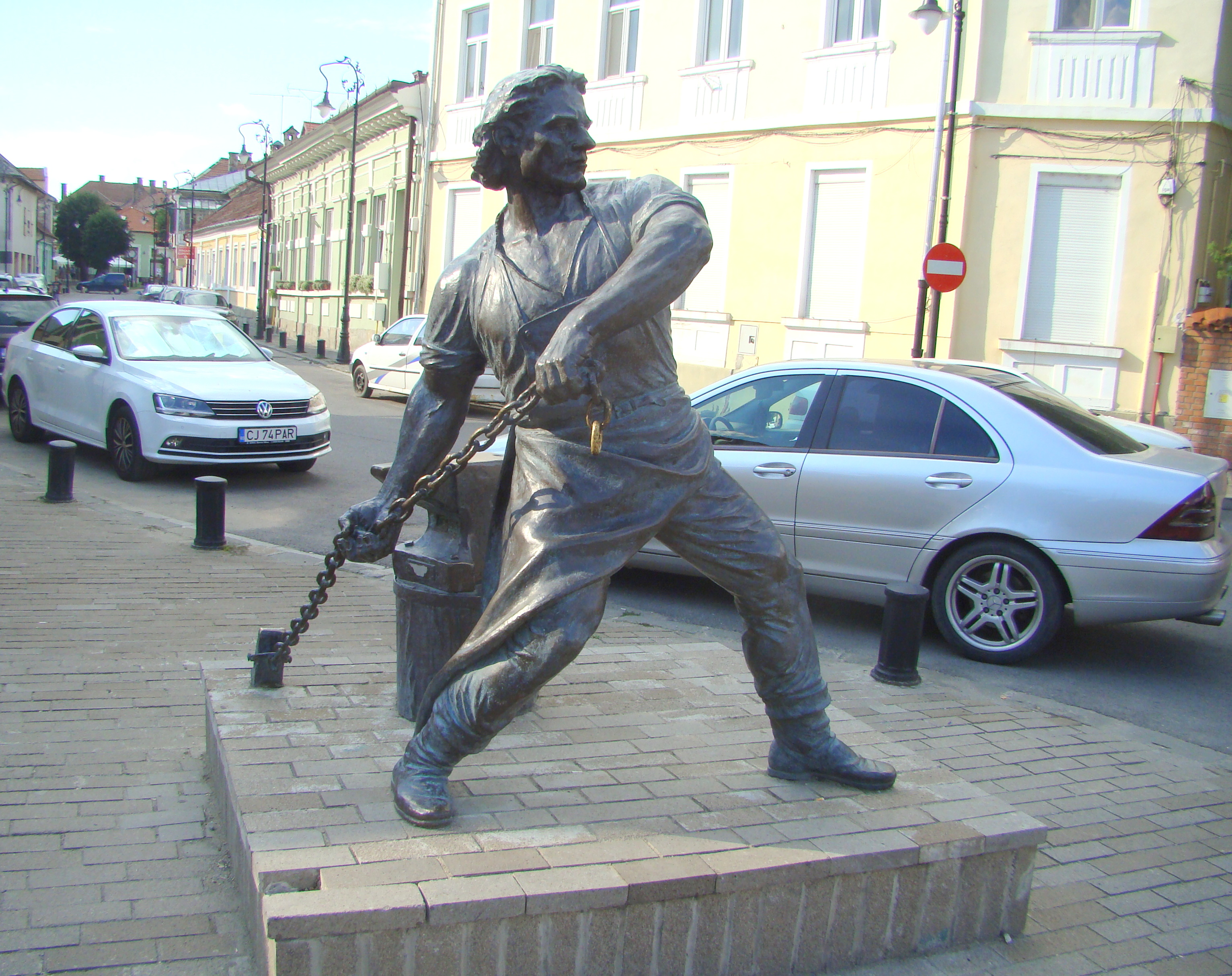
Statuia lui Georg Pfaffenbruder
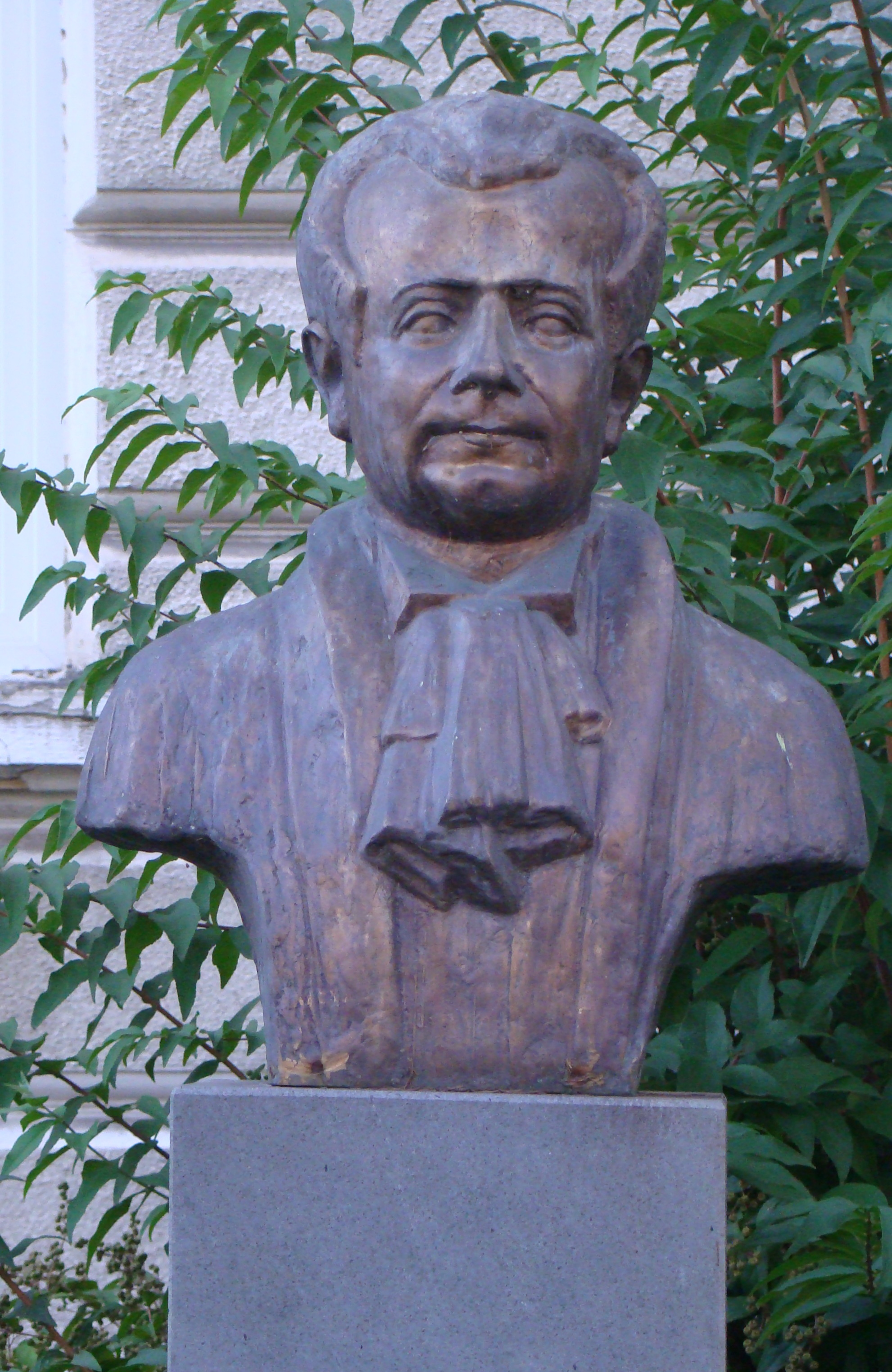
Bustul lui Nicolae Bretan
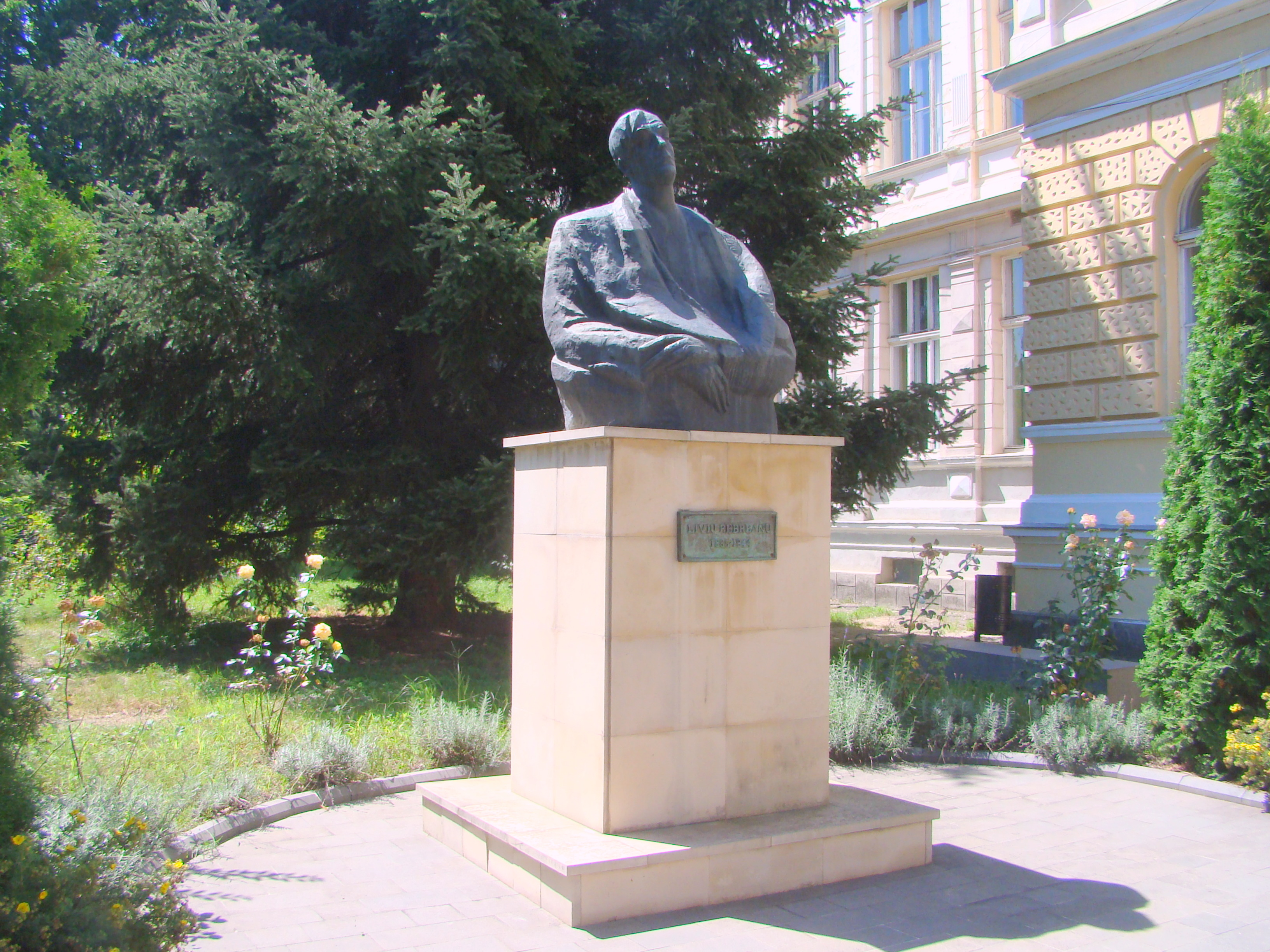
Bustul lui Liviu Rebreanu (monument istoric)
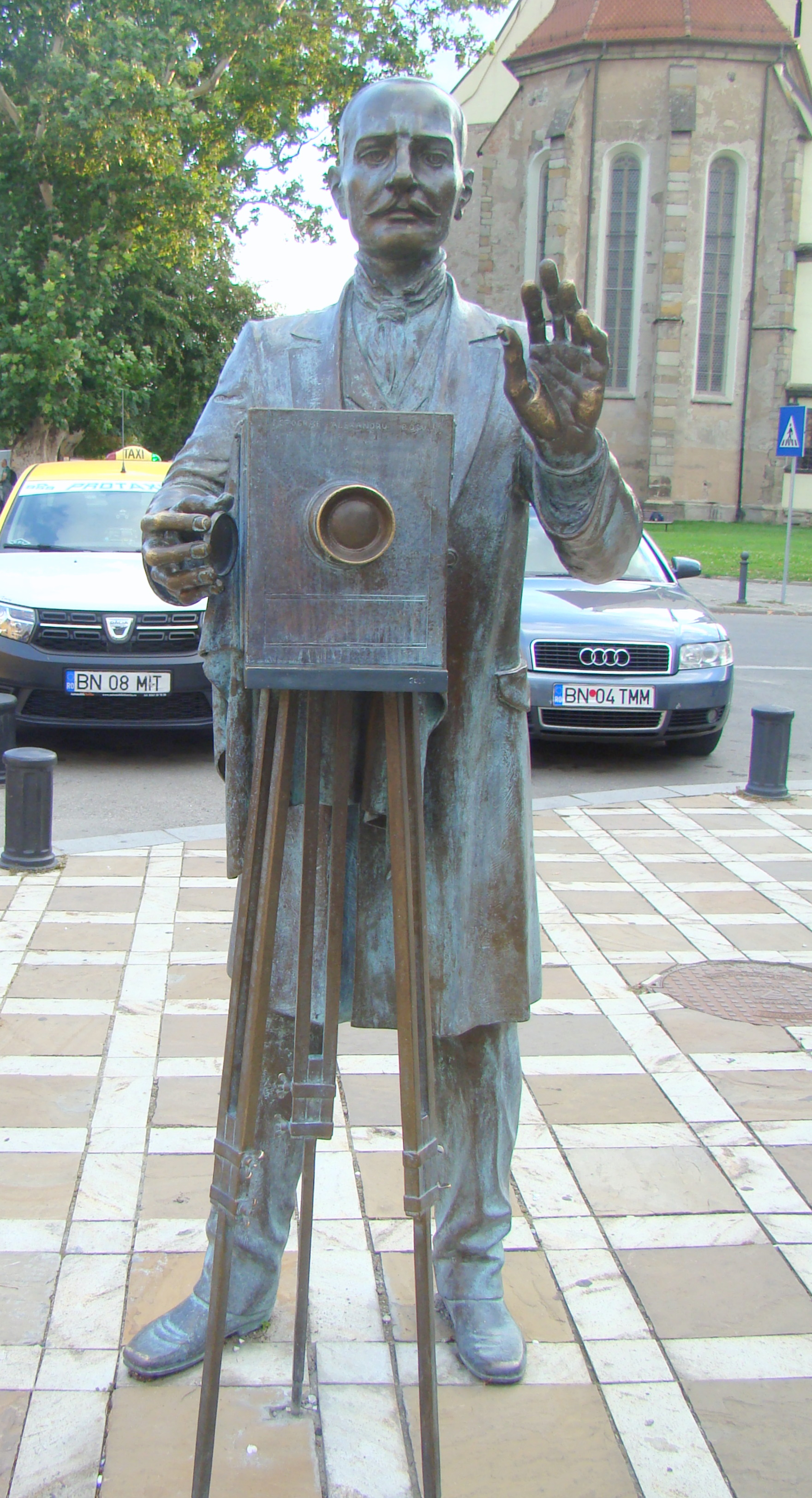
Statuia lui Alexandru Roșu, primul fotograf bistrițean
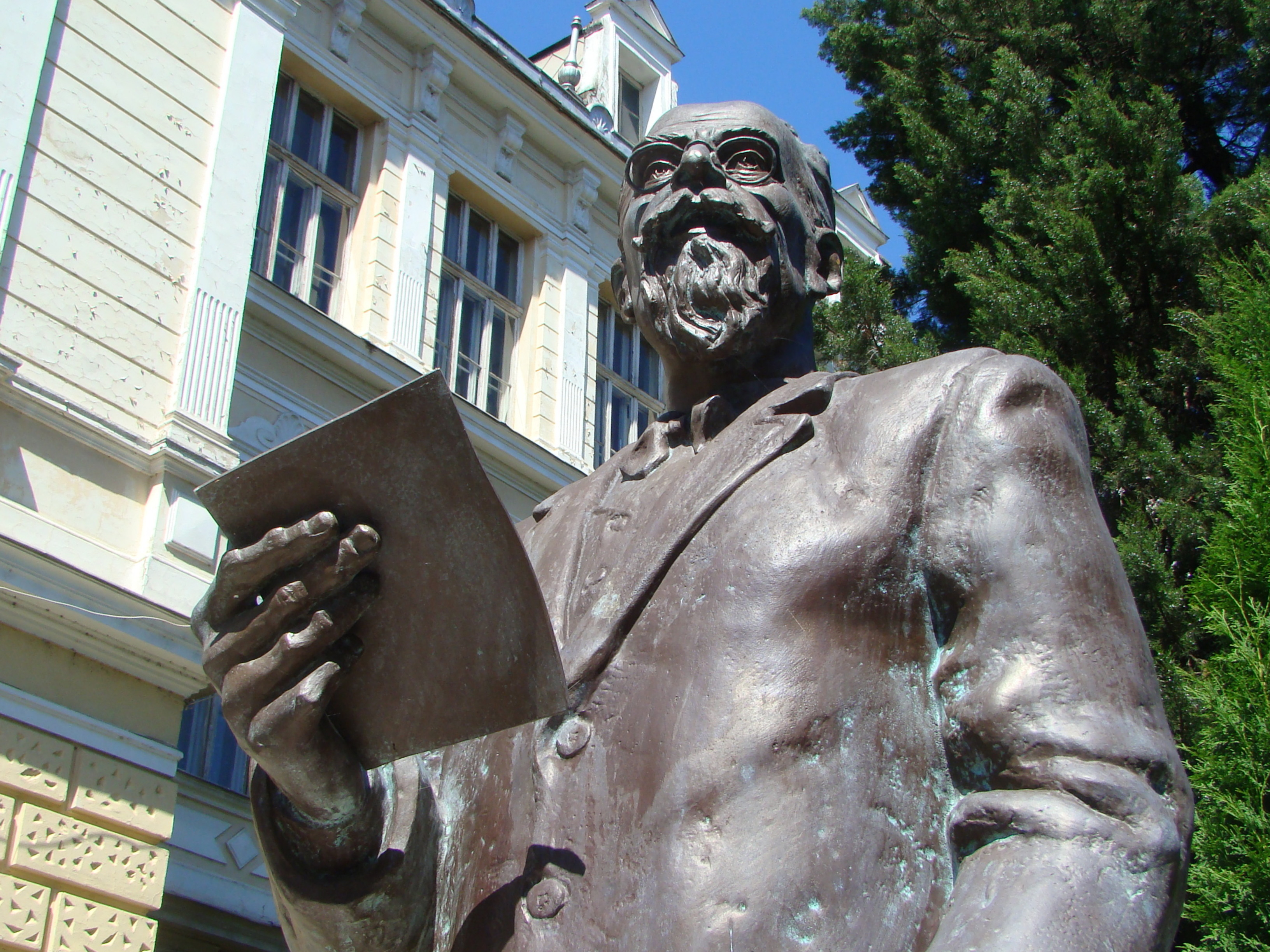
Statuia lui Georg Fischer, directorul Gimnaziului Evanghelic şi fondatorul clădirii
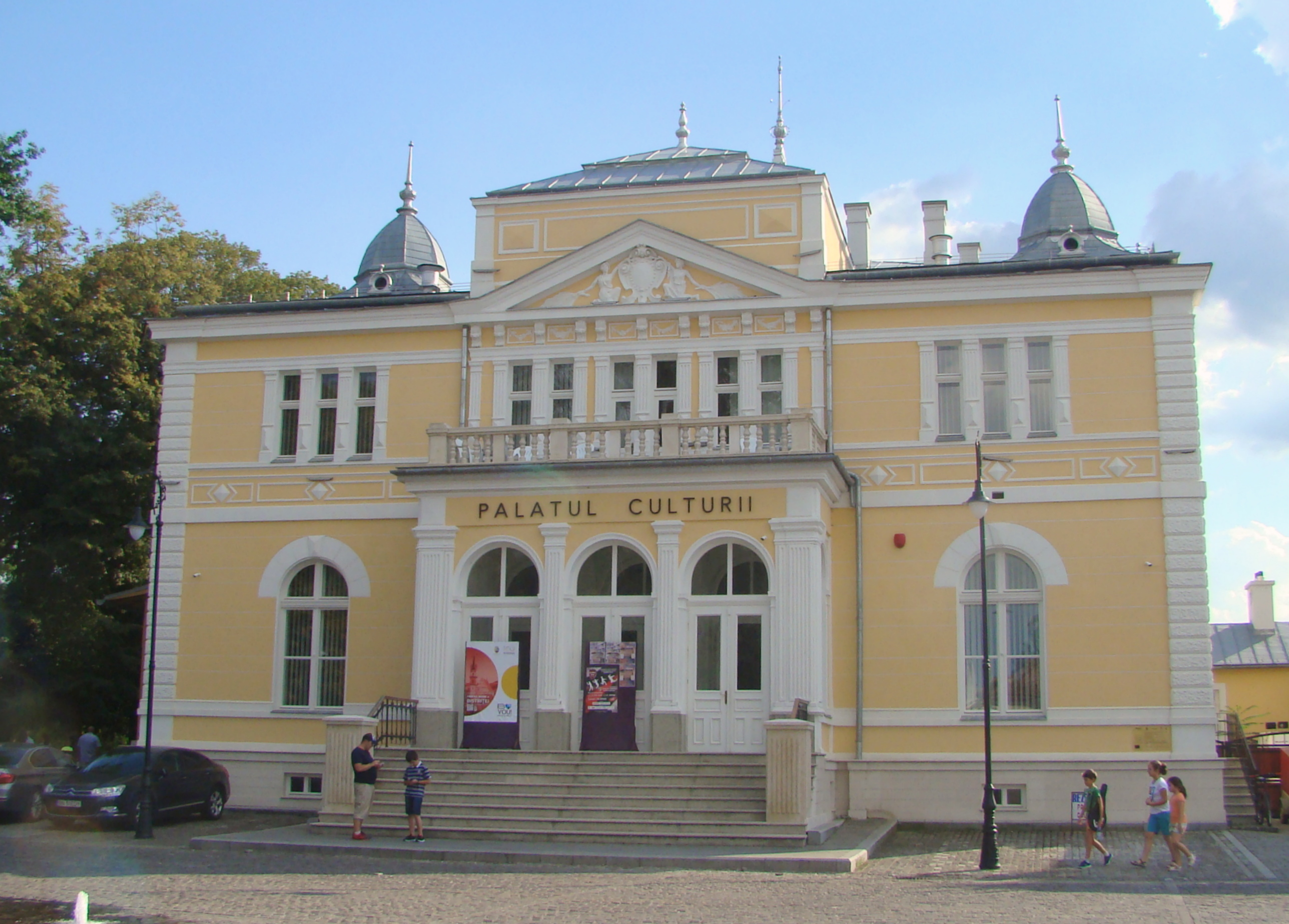
Palatul Culturii din Bistrița
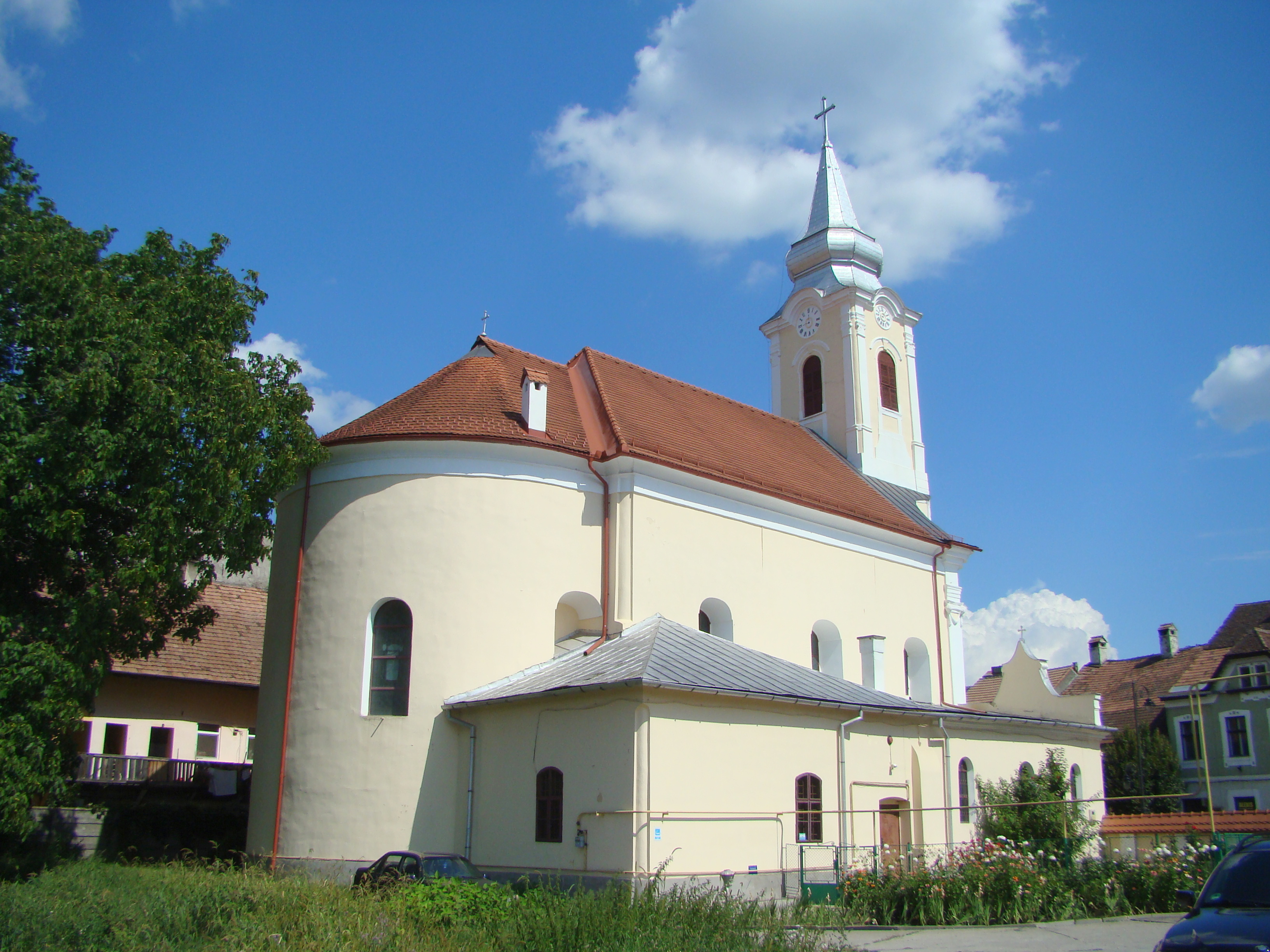
Biserica romano-catolică „Sfânta Treime”
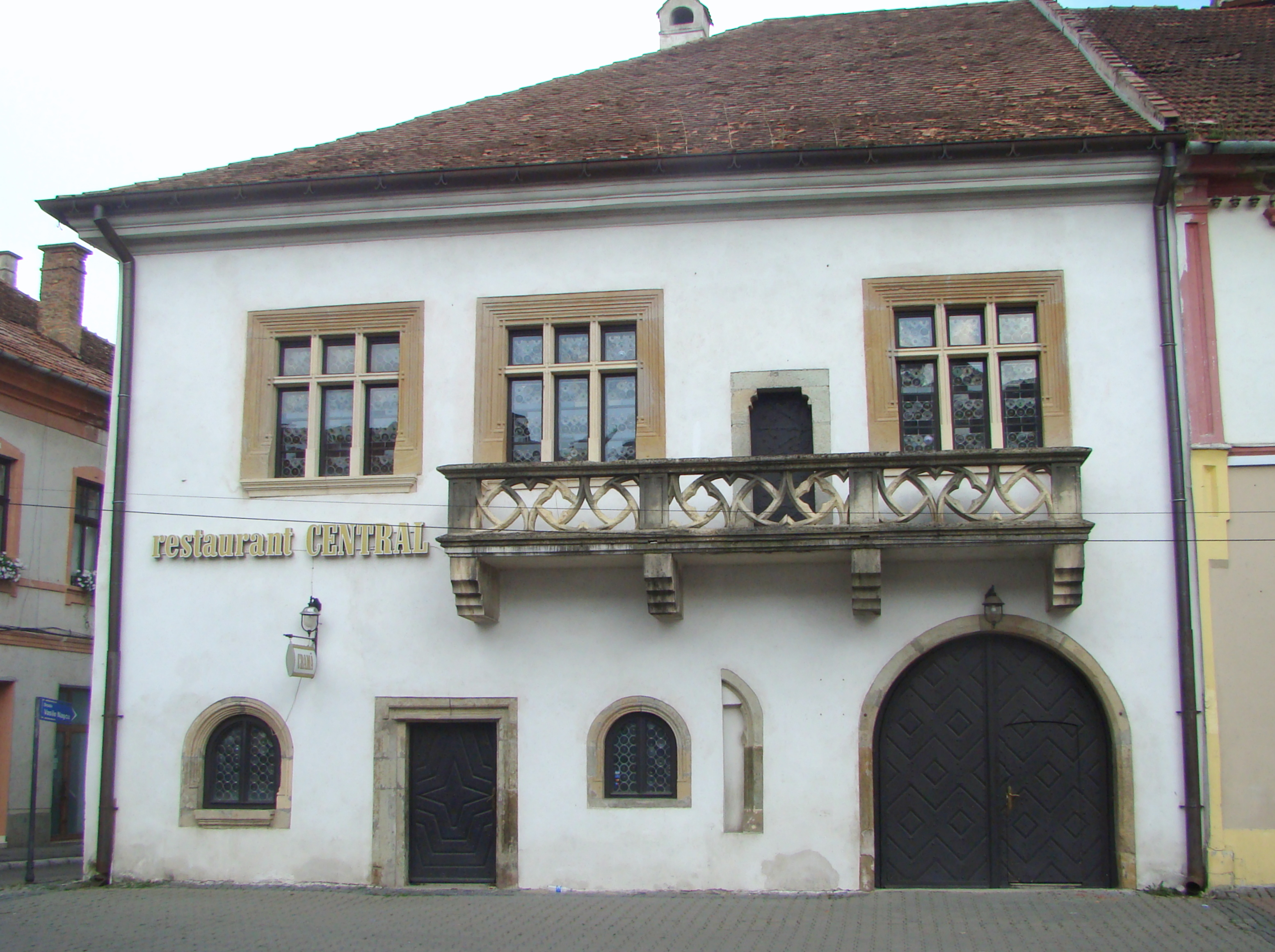
Casa lui Johannes Lapicida (Casa lui Ioan Pietrarul)
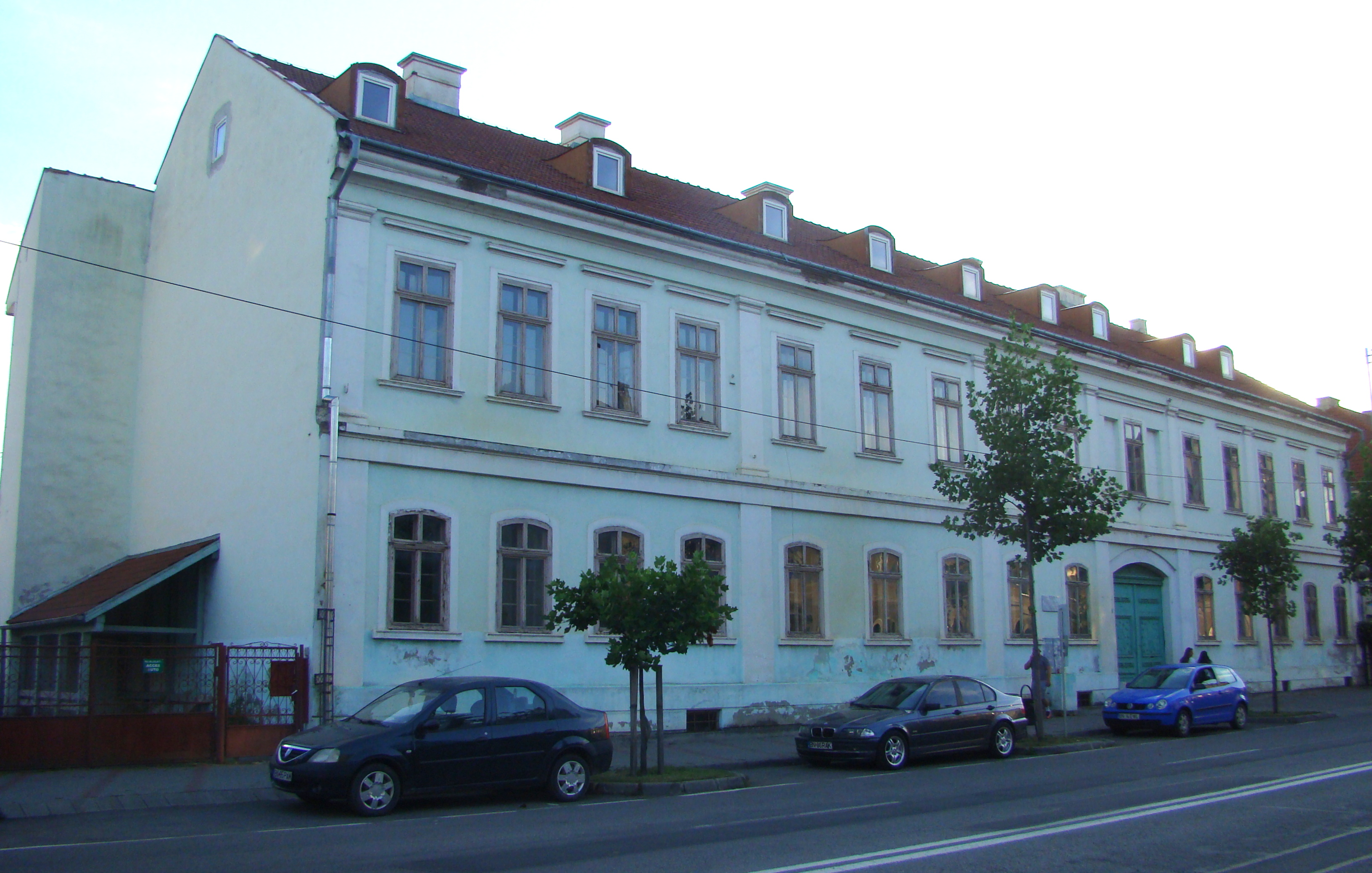
Liceul de muzică
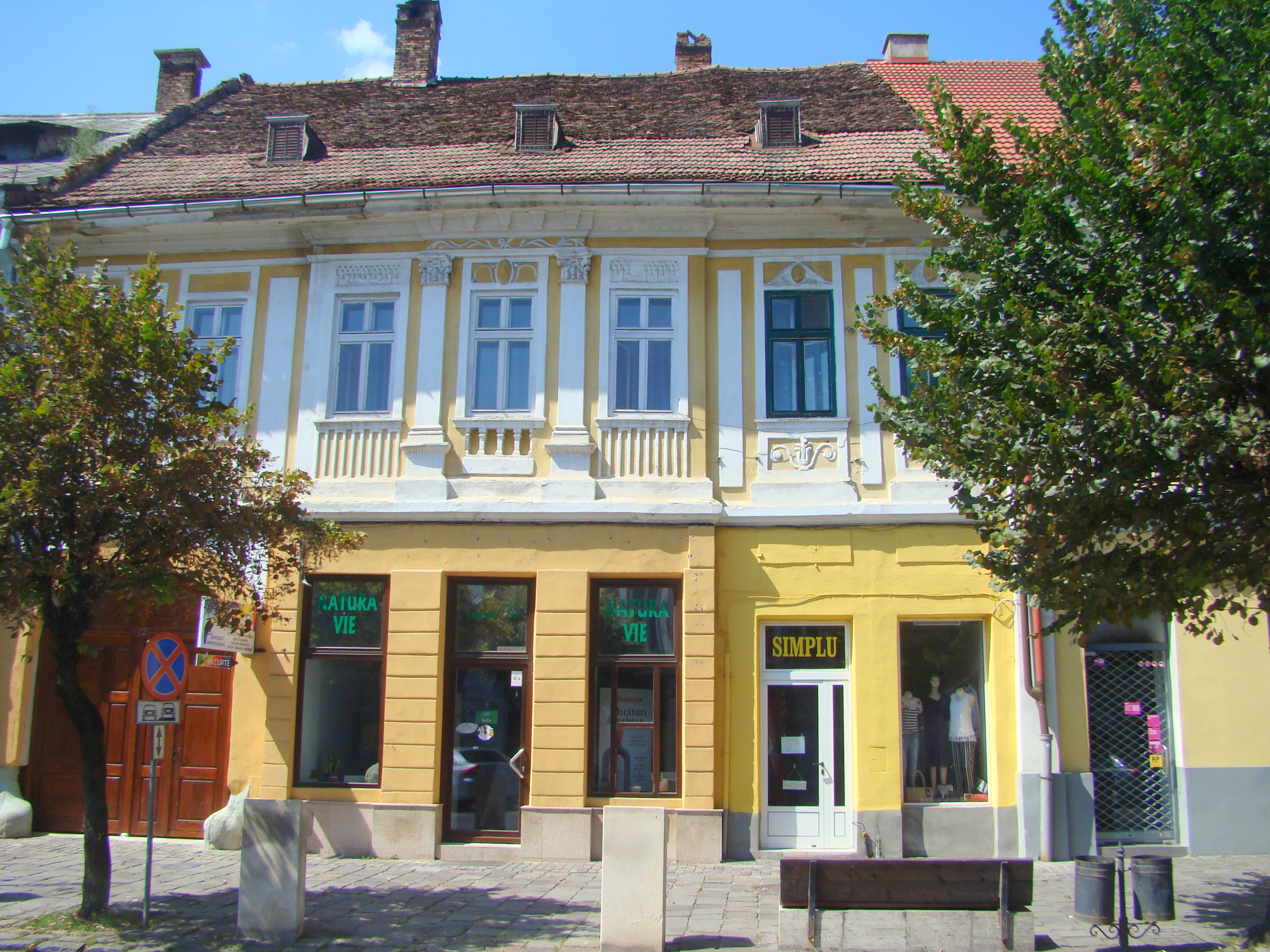
Casă, monument istoric, str. Gheorghe Șincai 12
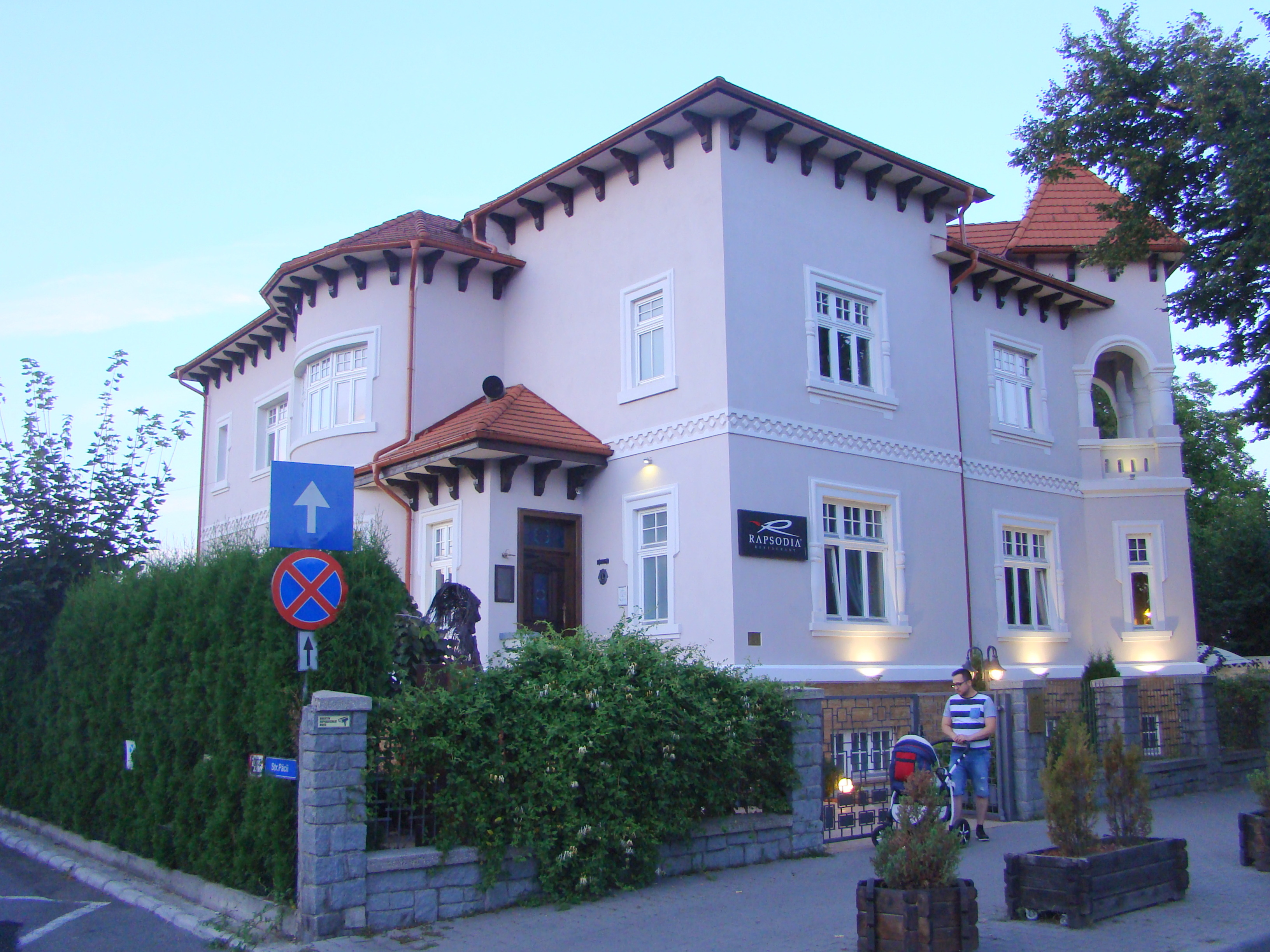
Restaurant Rapsodia
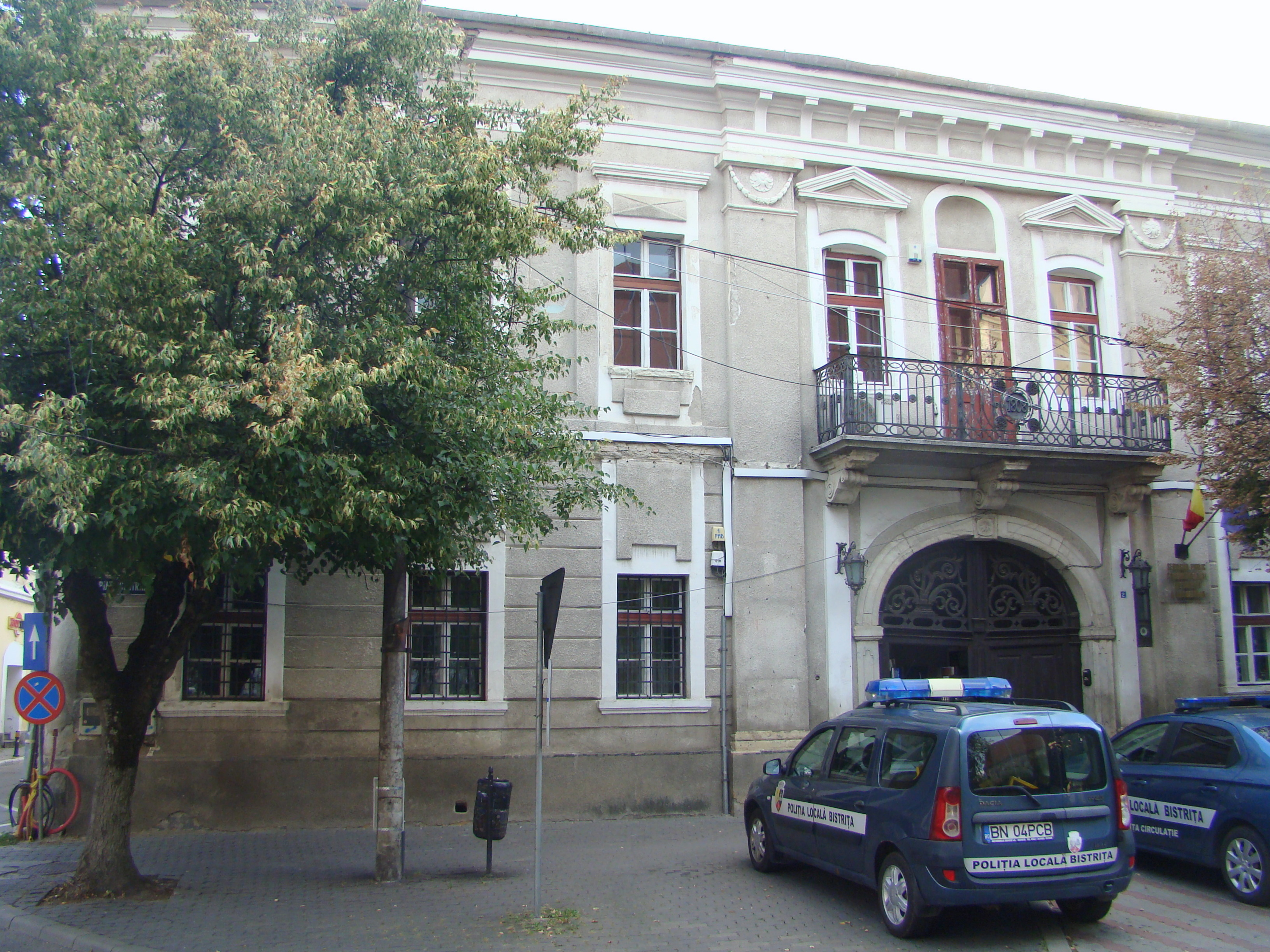
Primăria veche („Domus Consitorialis")
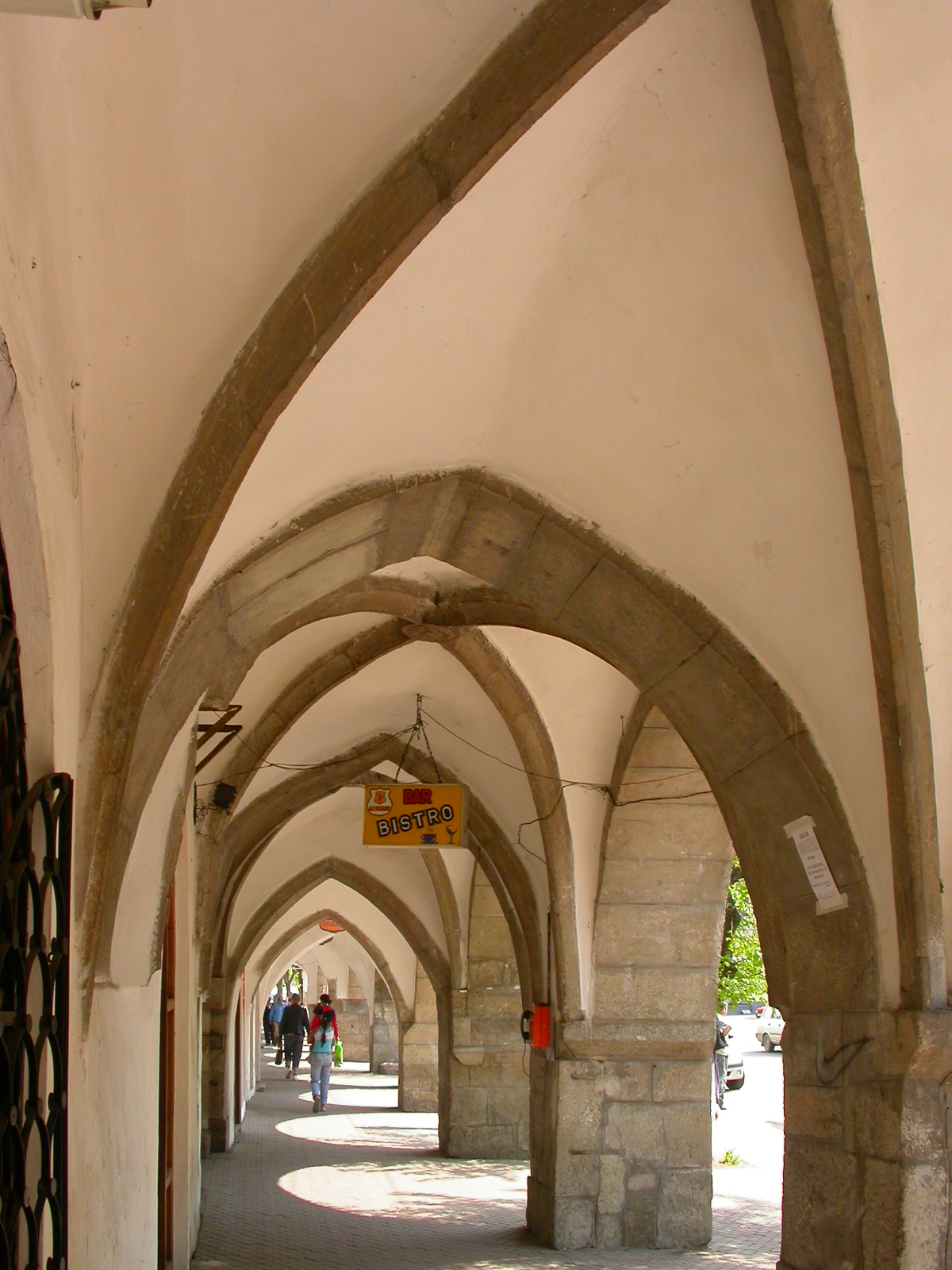
Ansamblul urban „Șirul Sugălete”
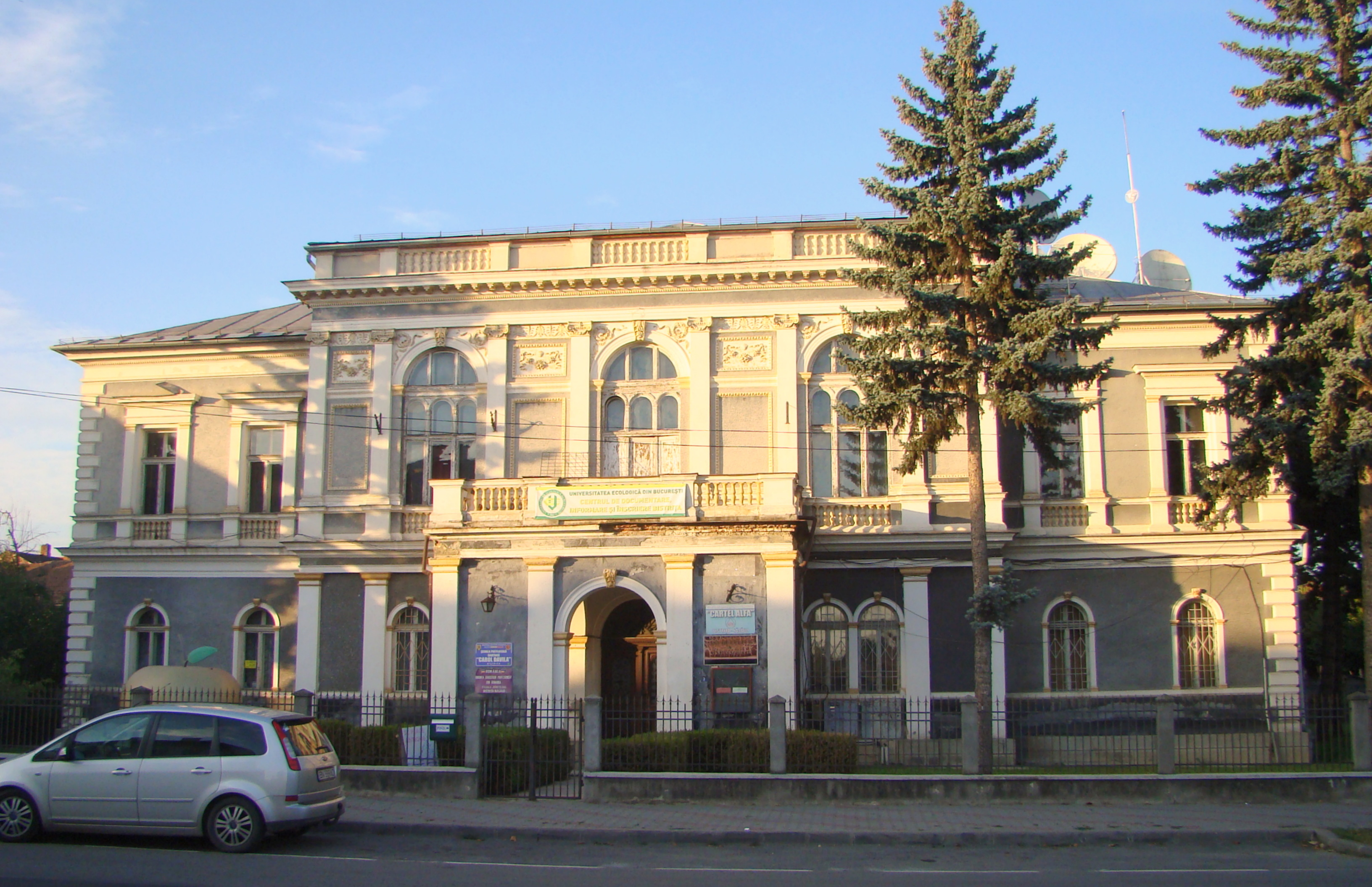
Cazinoul Bistrița, azi Casa de Cultură a Sindicatelor
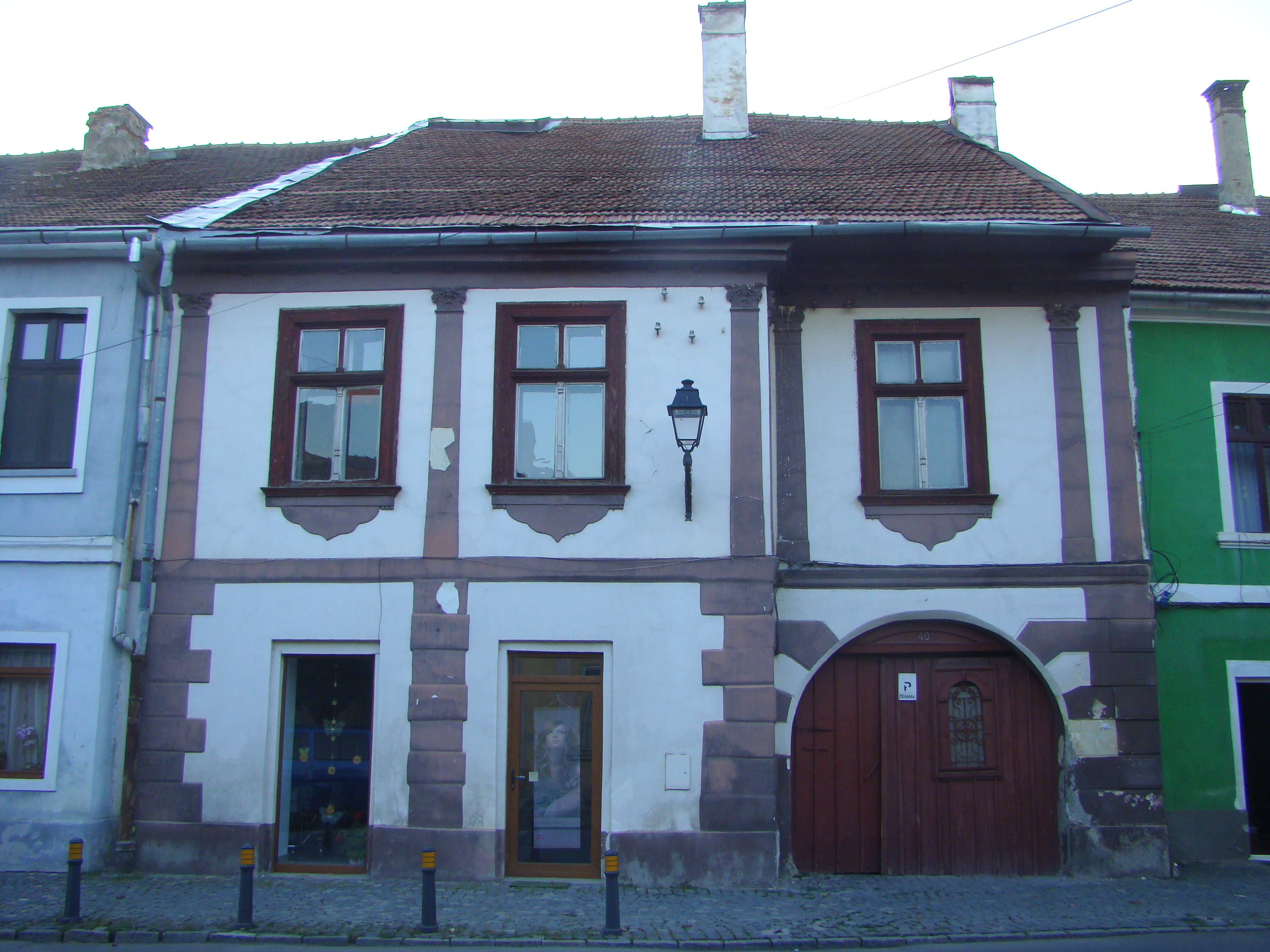
Casă, monument istoric, str. Nicolae Titulescu 40
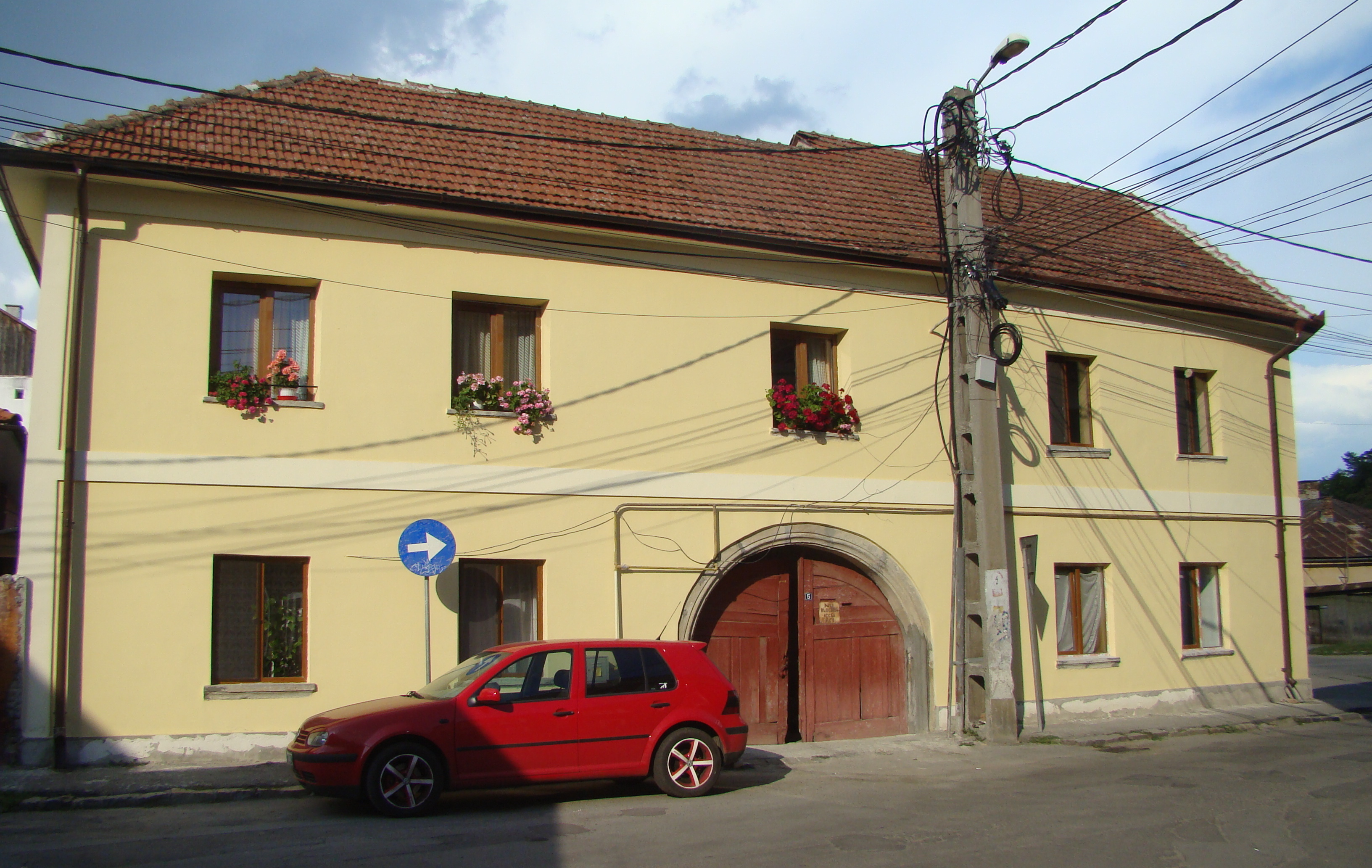
Casă, monument istoric, Piața Mică 5
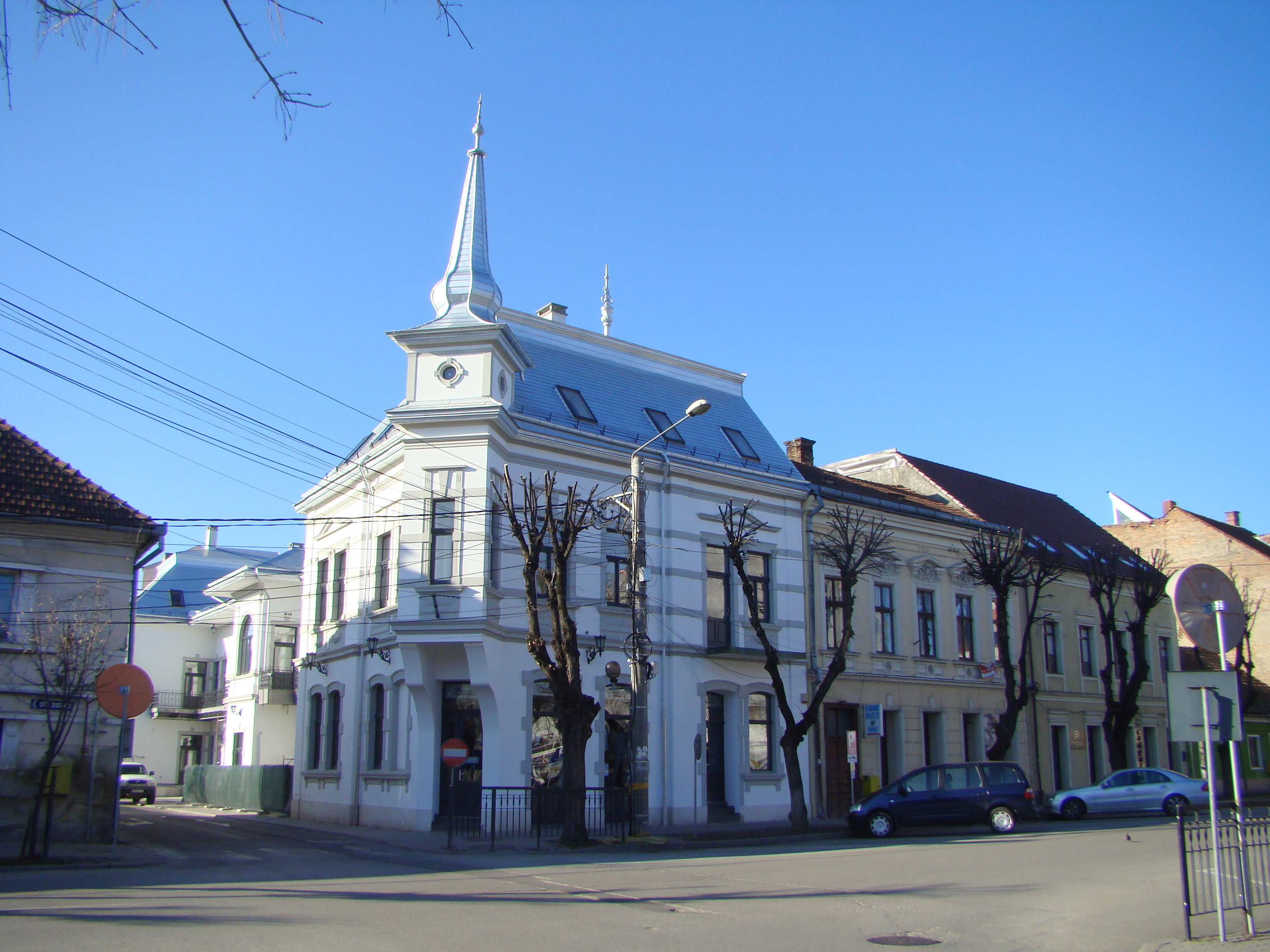
Casă, monument istoric, Piața Unirii nr 3-4
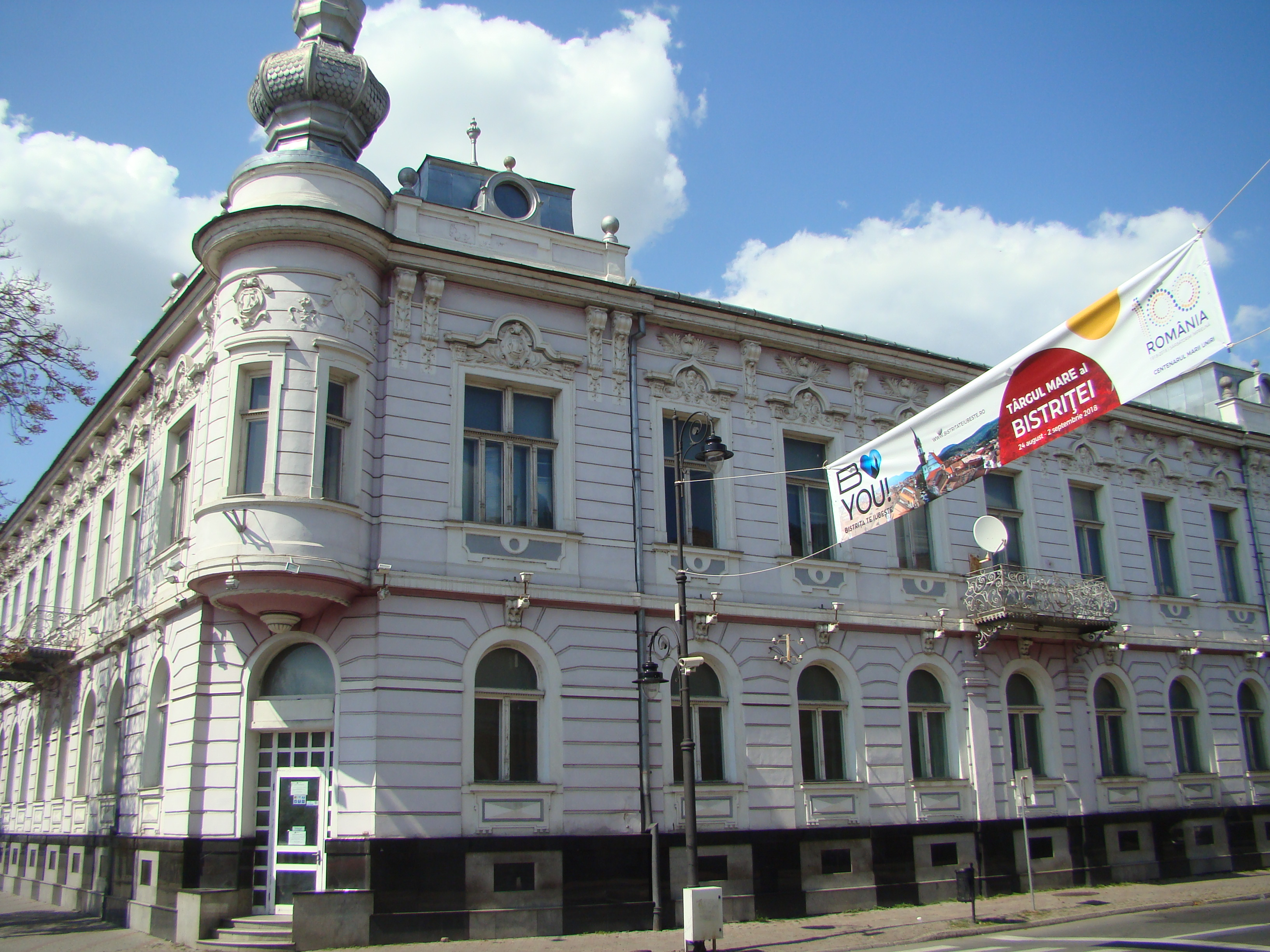
Casă, monument istoric, azi sediu Romtelecom